# Санта-Кроче (Флоренция)
Бази́ли́ка Са́нта-Кро́че (итал. Basilica di Santa Croce — «церковь Святого Креста») — базилика в центре Флоренции. Одна из самых популярных туристических достопримечательностей города. Самая крупная в мире францисканская церковь, знаменитая фресками Джотто и гробницами великих людей Италии.

## История

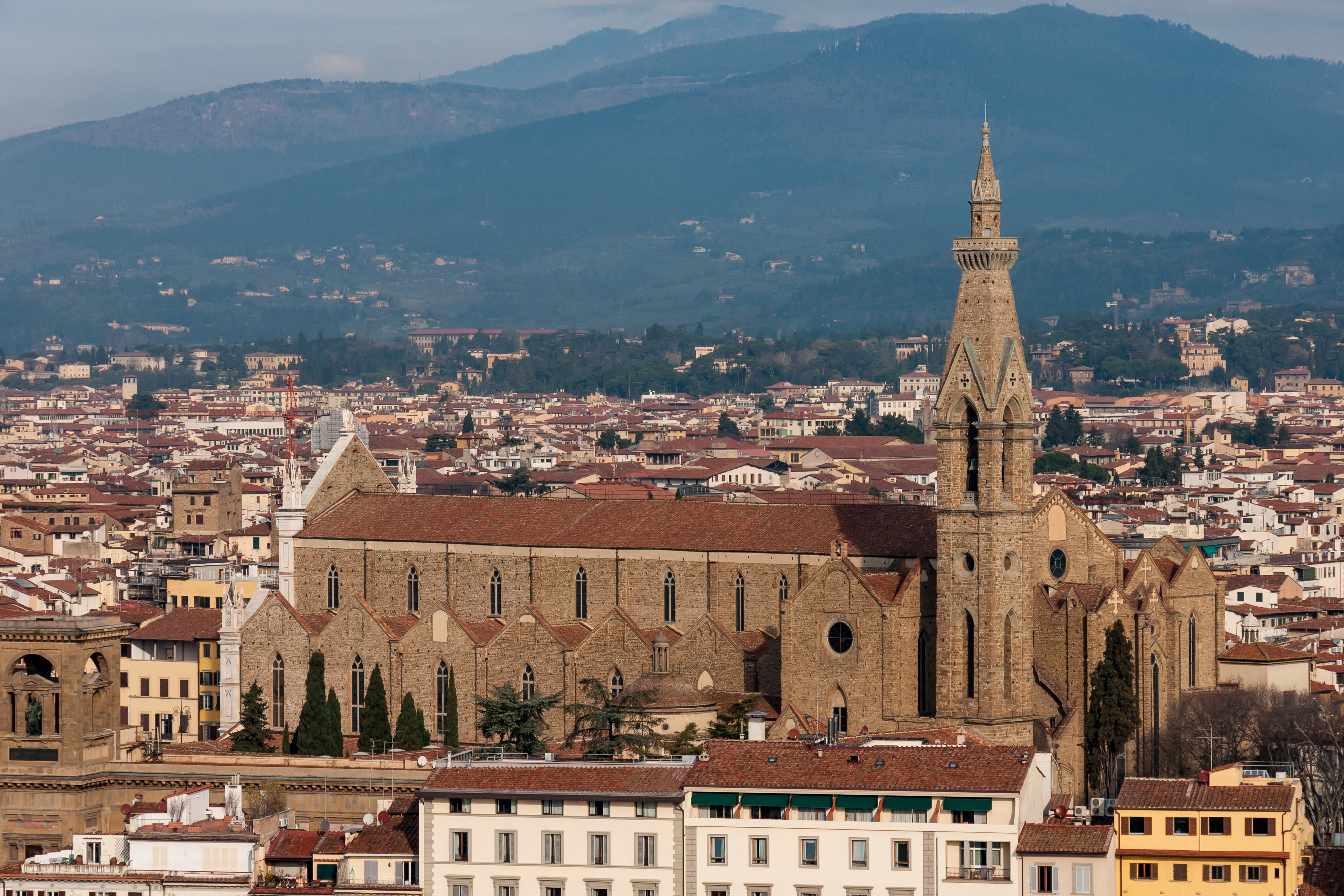
Флоренция. Базилика Санта-Кроче. Фотография 2011 г.

Легенда гласит, что церковь была основана самим святым Франциском Ассизским. Франциск Ассизский скончался в 1226 году, а уже через два года был причислен к лику святых. К 1229 году относится упоминание о церкви, посвящённой ему. Строительство церкви на месте, ранее занятом этим зданием, было начато 12 мая 1294 года (возможно, Арнольфо ди Камбио). Финансирование строительства происходило на средства состоятельных семей Флоренции. В 1442 году церковь была освящена папой римским Евгением IV. Окна церкви украшены витражами, расширяющими её интерьер. Церковь построена в форме египетского Т-образного креста и является крупнейшим францисканским храмом Италии. Со временем были осуществлены многочисленные перестройки церкви. Во второй половине XVI века было разрушено много древних её частей. Фрески Андреа Орканьи были скрыты под алтарями работы Вазари. В архитектуре храма присутствуют готические, ренессансные и неоготические элементы. Среди построек примыкающего к церкви бывшего монастыря (ныне музея) особый интерес представляет капелла Пацци, построенная по проекту Филиппо Брунеллески. Церковь и помещения бывшего монастыря украшены множеством фресок, картин и скульптур работы Джотто, Донателло и многих других художников и скульпторов.

## Фрески и витражи

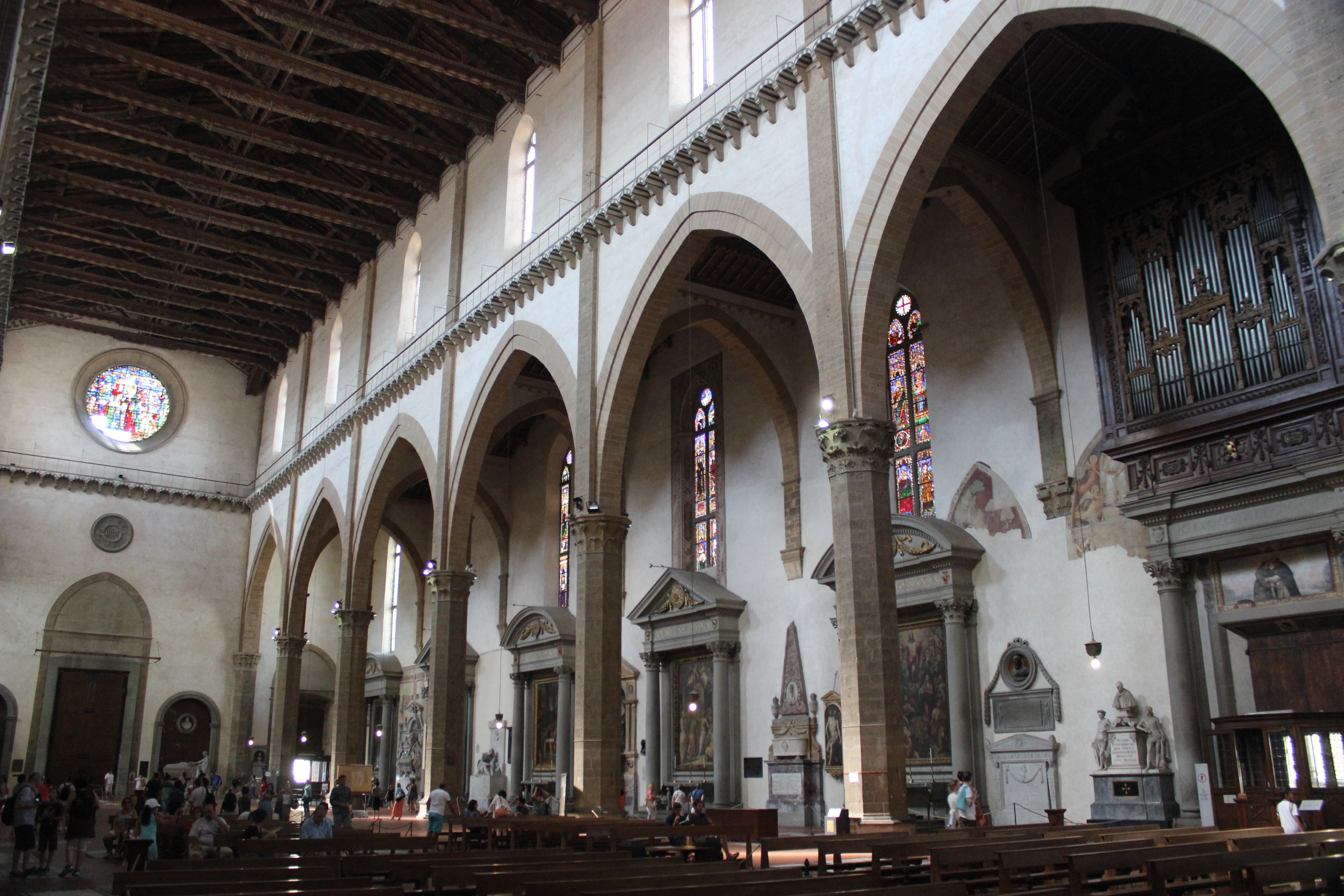
Базилика Санта-Кроче, Флоренция. Интерьер. 2015 год

### XIV век

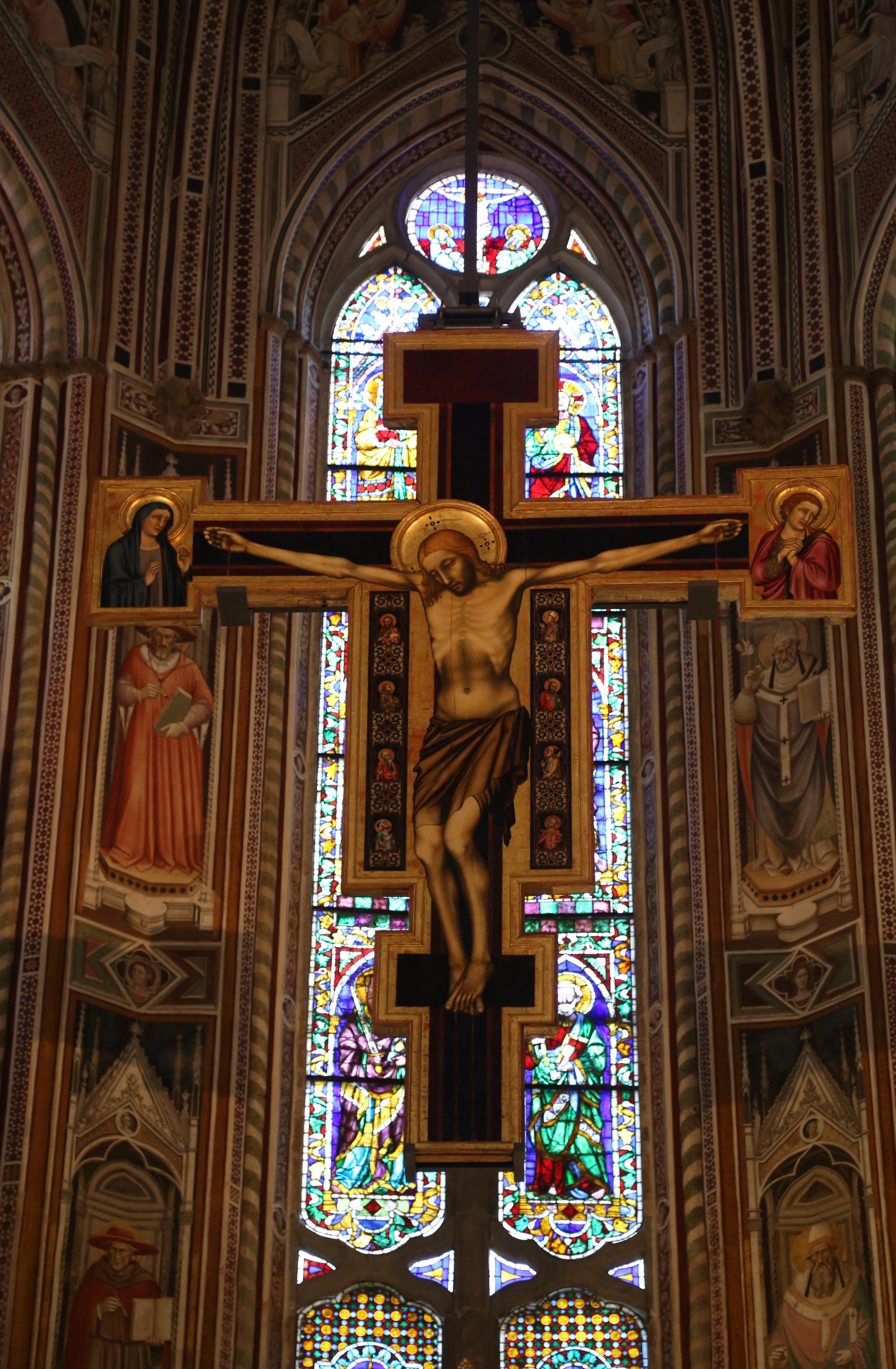
Распятие в главном алтаре, Мастер Фильине

- Джотто (фрески в Капелле Барди[итал.][1] и Перуцци[2])
- Мазо ди Банко (фрески и витражи в Капелле Барди ди Вернио[итал.])
- Бернардо Дадди (фрески в Капелле Пульчи-Берарди)
- Таддео Гадди (фрески и витражи в Капелле Барончелли, фрески в трапезной)
- Аньоло Гадди (фрески в капелле Кастеллани[итал.], фрески и витражи в главном алтаре (ок. 1380))
- Джованни да Милано (основная часть фресок в Капелле Ринуччини)
- Маттео ди Пачино (нижние фрески в Капелле Ринуччини)
- Якопо дель Казентино[англ.] (фрески в капелле Веллути[итал.], витражи в Капелле Барди)

### XV век

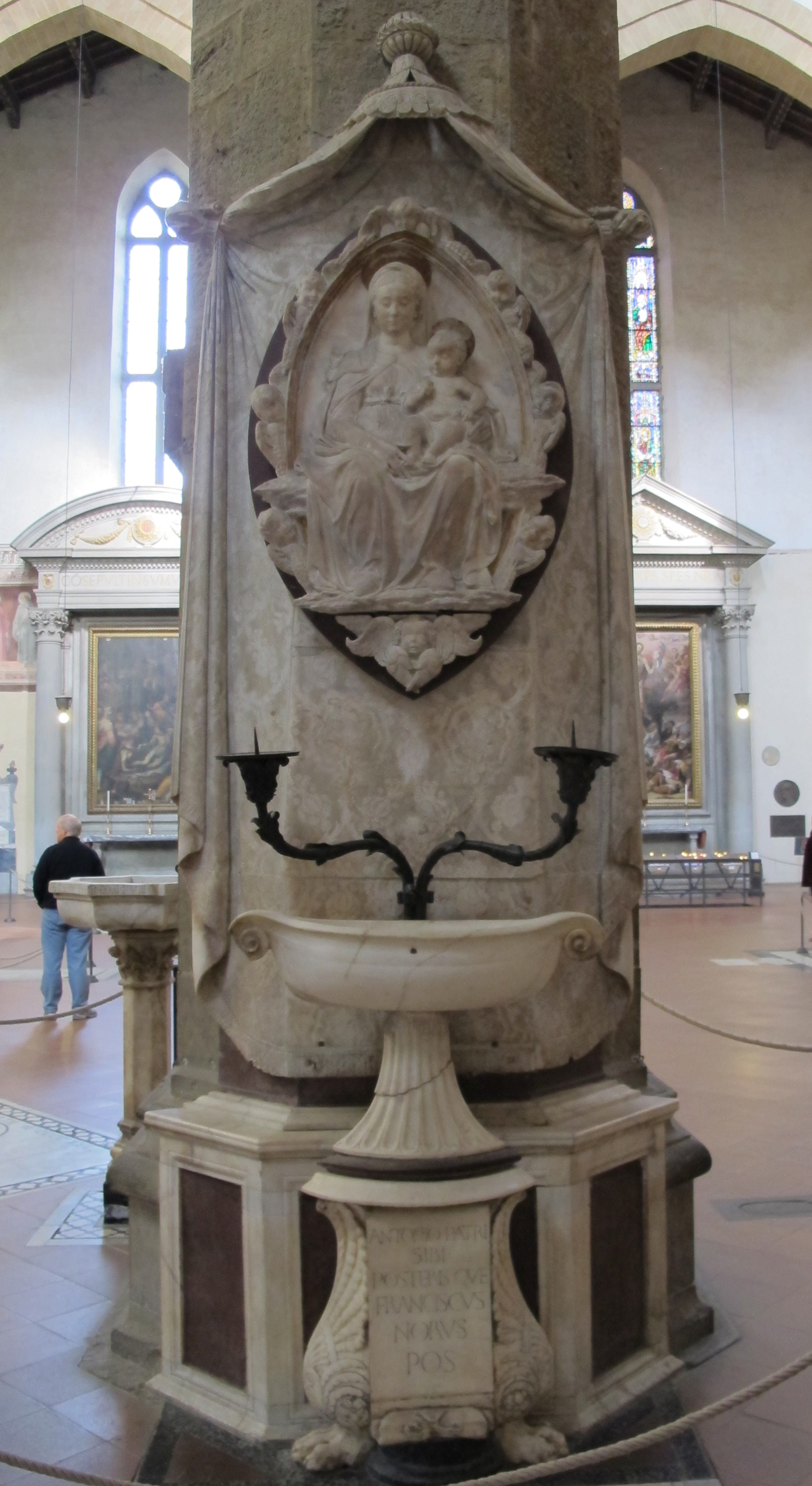
Гробница Франческо Нори с рельефом кормящей Марии

- Доменико Венециано (Иоанн Креститель и Святой Франциск. 1454. Фреска, Музей)
- Себастьяно Майнарди (Мадонна с поясом. 1490. Фреска. На правой стене Капеллы Барончелли)

## Станковая живопись

### XIII век
- Мастер Сан Франческо Барди (образ Святого Франциска (сер. XIII в.) в капелле Барди)
- Чимабуэ (Распятие (ок. 1265)[англ.] в трапезной, сильно повреждено наводнением 1966 г.)

### XIV век
- Джотто (полиптих «Коронование Марии»[итал.] в капелле Барончелли; с участием учеников, в том числе Таддео Гадди)
- Мастер Фильине[итал.]
- Никколо ди Пьетро Джерини[3] (центральная панель полиптиха в главном алтаре, Распятие в капелле Кастеллани)
- Джованни дель Бьондо[англ.] (полиптихи в капеллах Барди ди Вернио, Ринуччини и Веллути, часть боковых панелей полиптиха в главном алтаре)

### XVI век

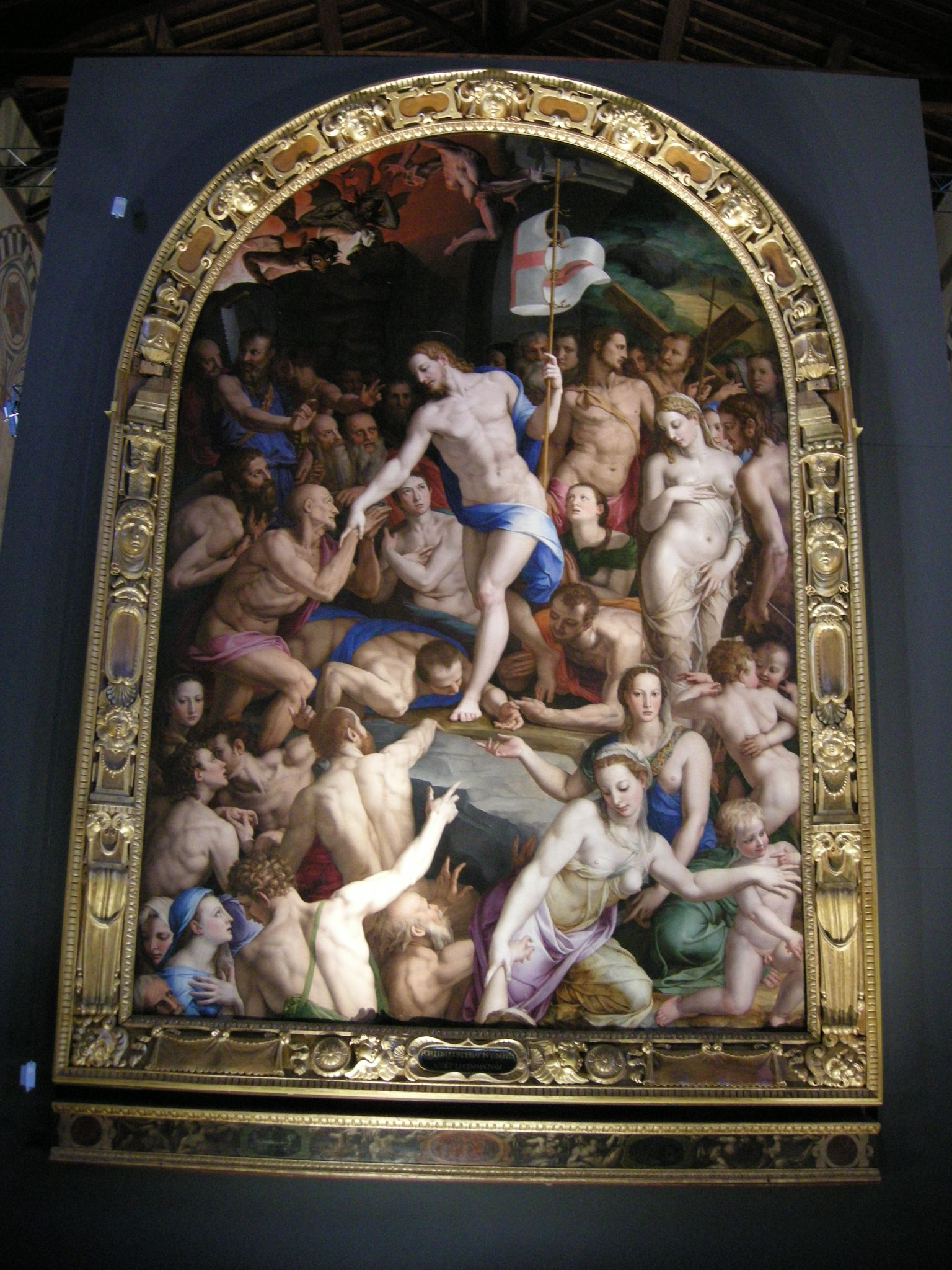
Христос в Лимбе
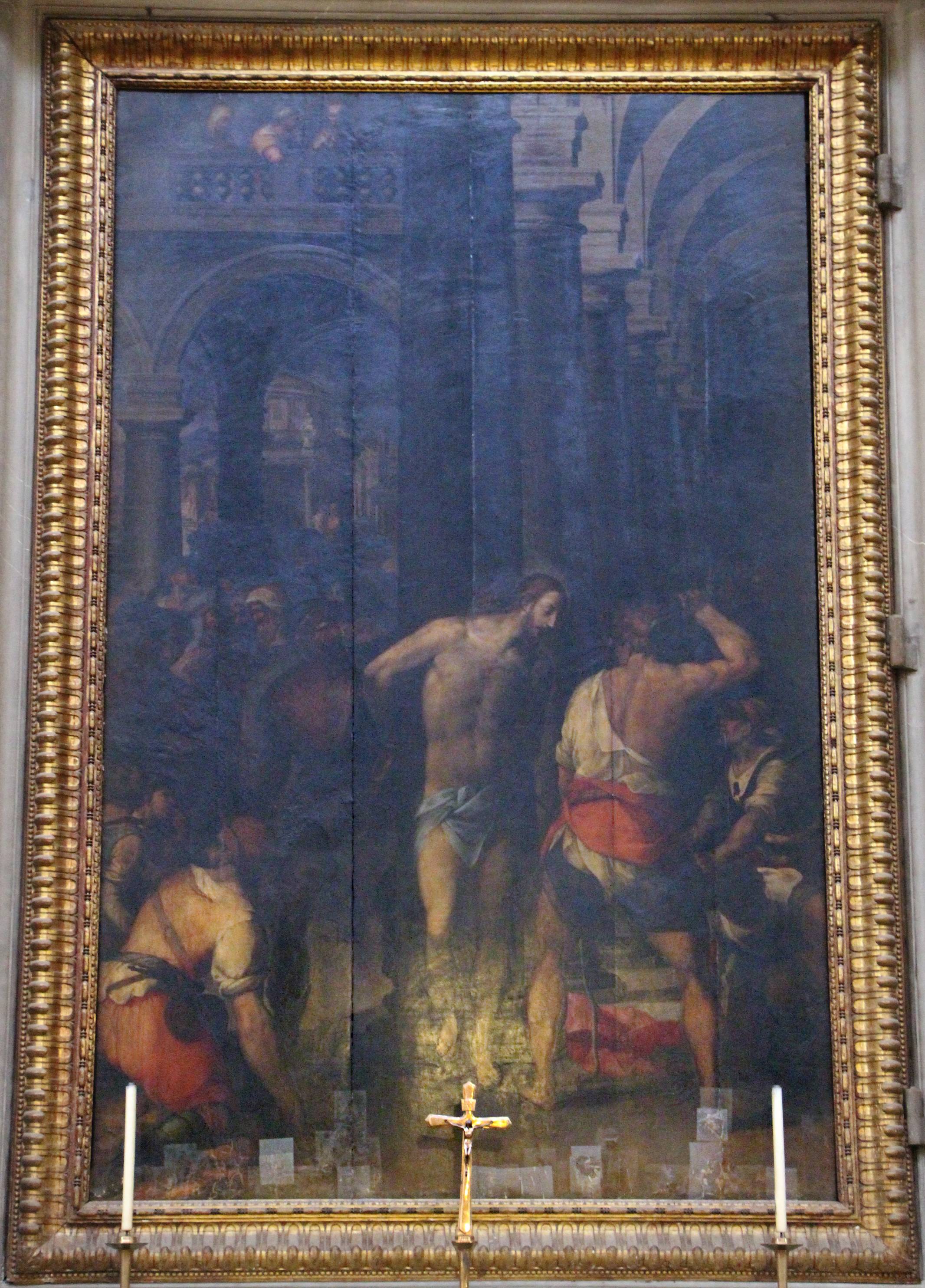
Бичевание Христа
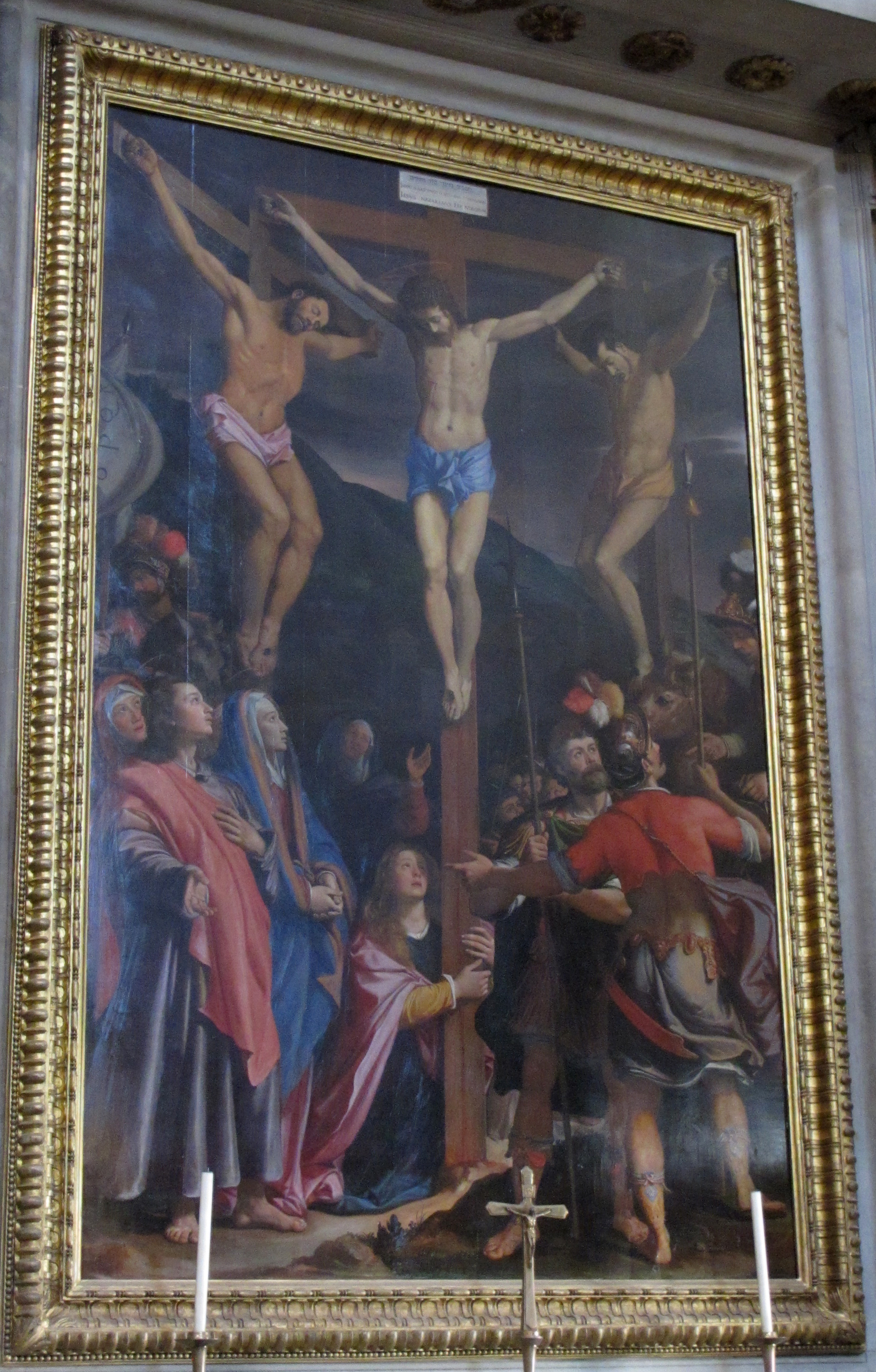
Распятие
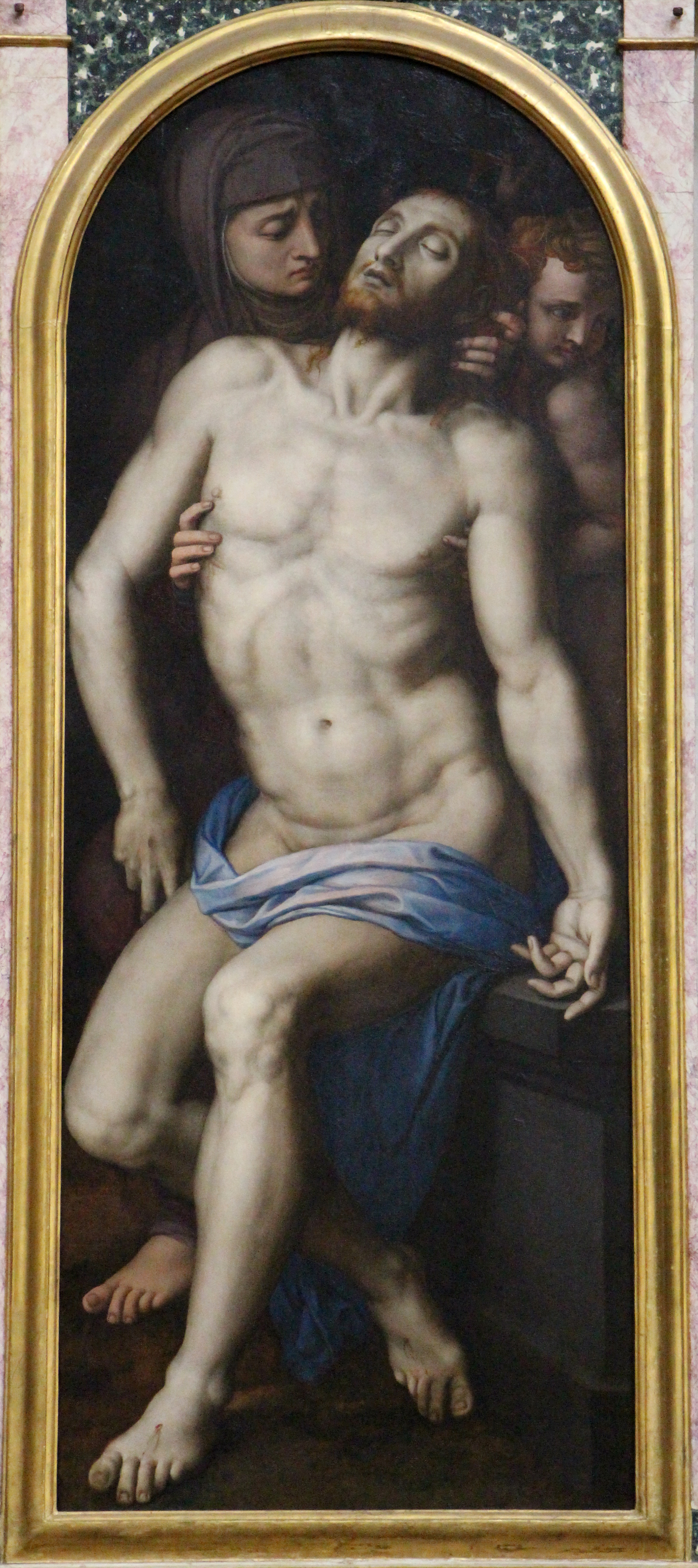
Оплакивание Христа
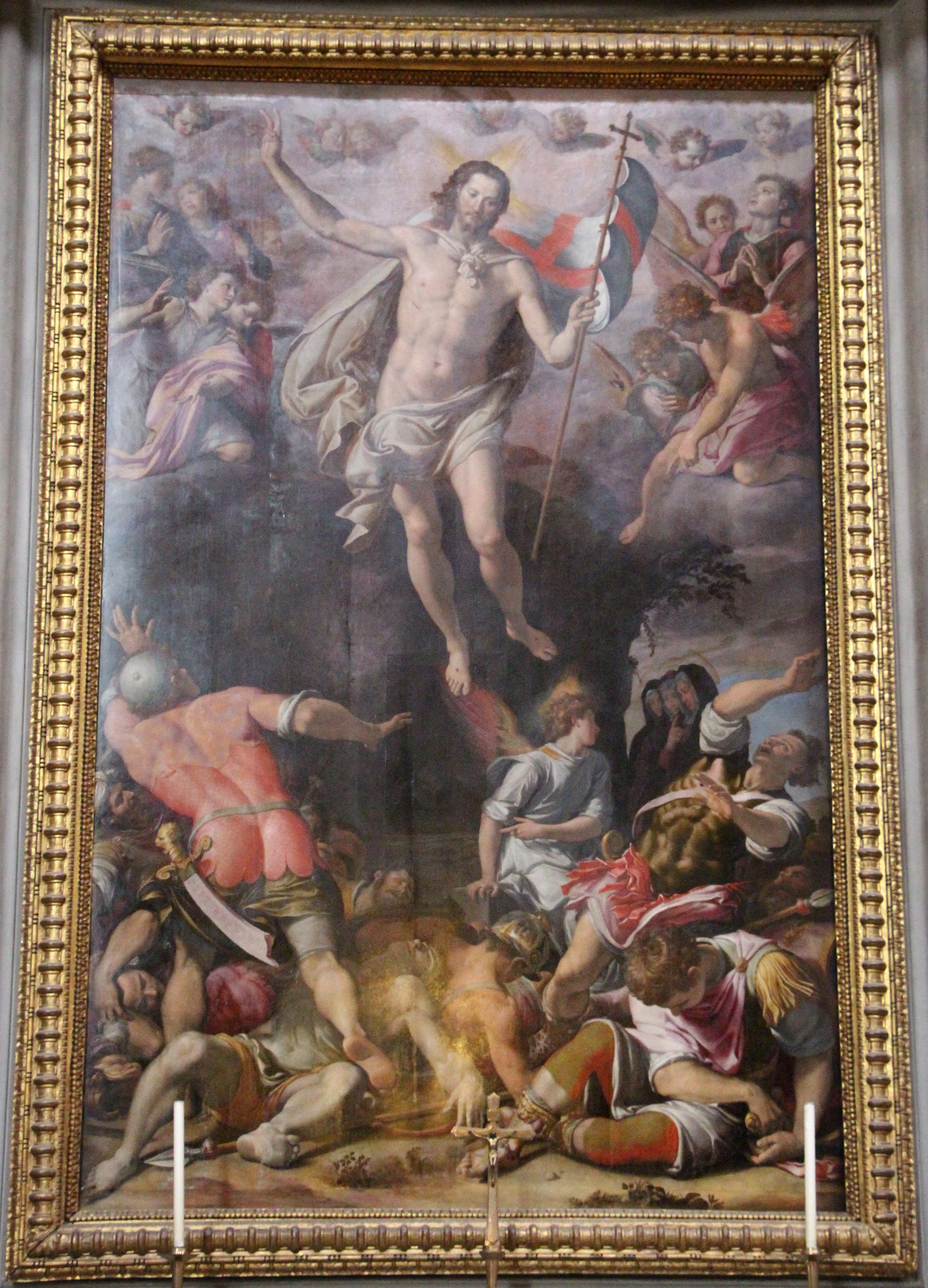
Воскресение Христа
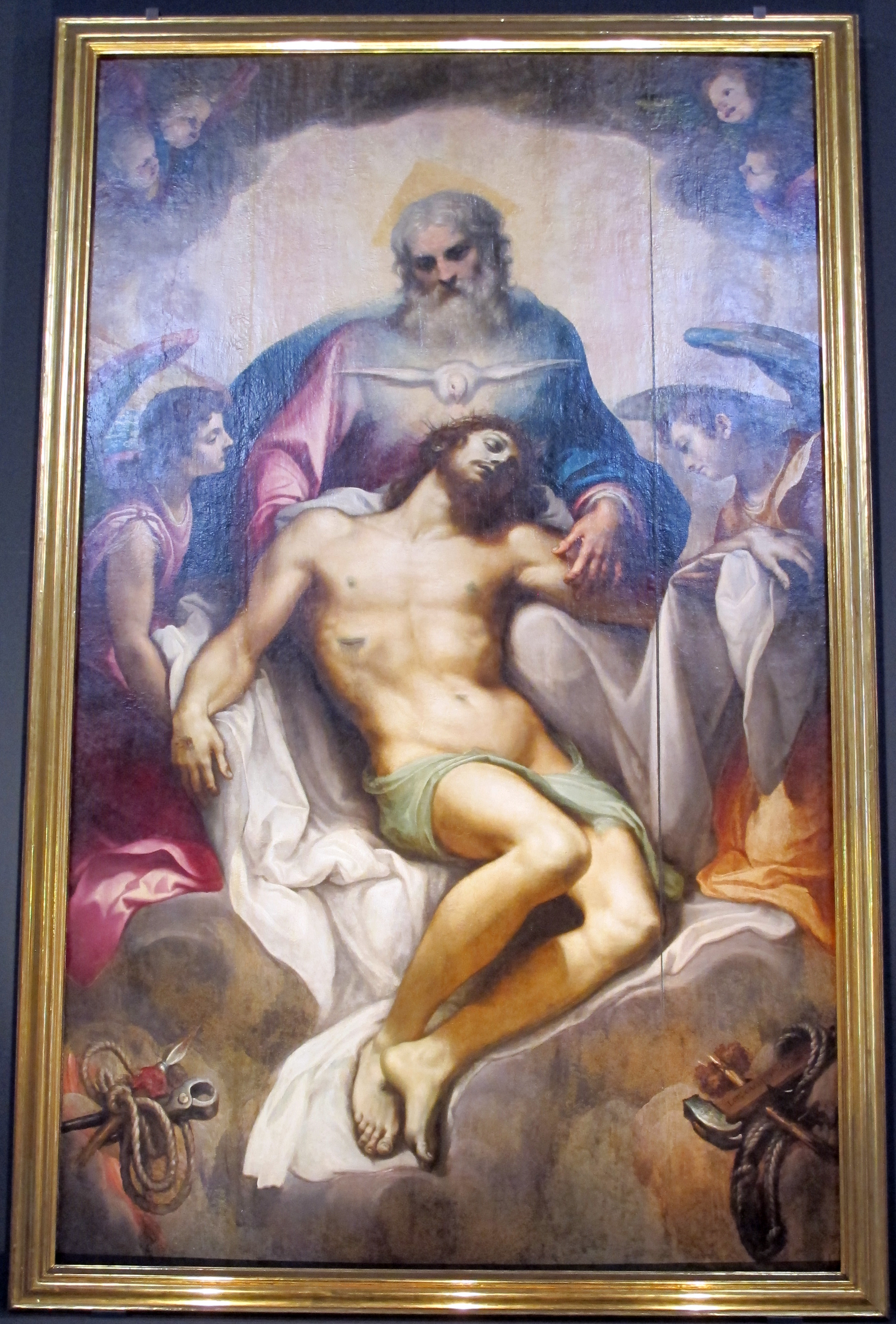
Троица

- Аньоло Бронзино (картины «Христос в Лимбе» (1552)[4] в музее и «Оплакивание Христа»[5] в северном нефе)
- Алессандро Аллори (картины «Вознесение Марии» и «Коронование Марии» в капелле Никколини и «Снятие с креста» в музее)
- Джорджо Вазари (картина «Восхождение на Голгофу» (1572) в южном нефе, картина «Тайная вечеря»[итал.][6] в трапезной и другие работы)
- Алессандро Феи (картина «Бичевание Христа» в южном нефе)
- Санти ди Тито (картины «Распятие» (1588) в южном нефе и «Воскресение Христа» (1574) и «Ужин в Эммаусе» (1574) в северном нефе)
- Лодовико Чиголи (картины «Вход в Иерусалим» в южном нефе и «Троица» (1592) в музее)

## Скульптура

### XV век
- Донателло (Благовещение Кавальканти[итал.] в южном нефе, Распятие[итал.] в капелле Барди ди Вернио, Св. Людовик Тулузский[итал.] в музее)
- Бернардо Росселлино (гробница Леонардо Бруни[итал.][7])
- Дезидерио да Сеттиньяно (гробница Карло Марсуппини[итал.])
- Бенедетто да Майано (кафедра (1472) с барельефами, посвящёнными Святому Франциску)
- Антонио Росселлино (гробница Франческо Нори с рельефом кормящей Марии в южном нефе)

### XVI век
- Джорджо Вазари (гробница Микеланджело в южном нефе)

### XIX век

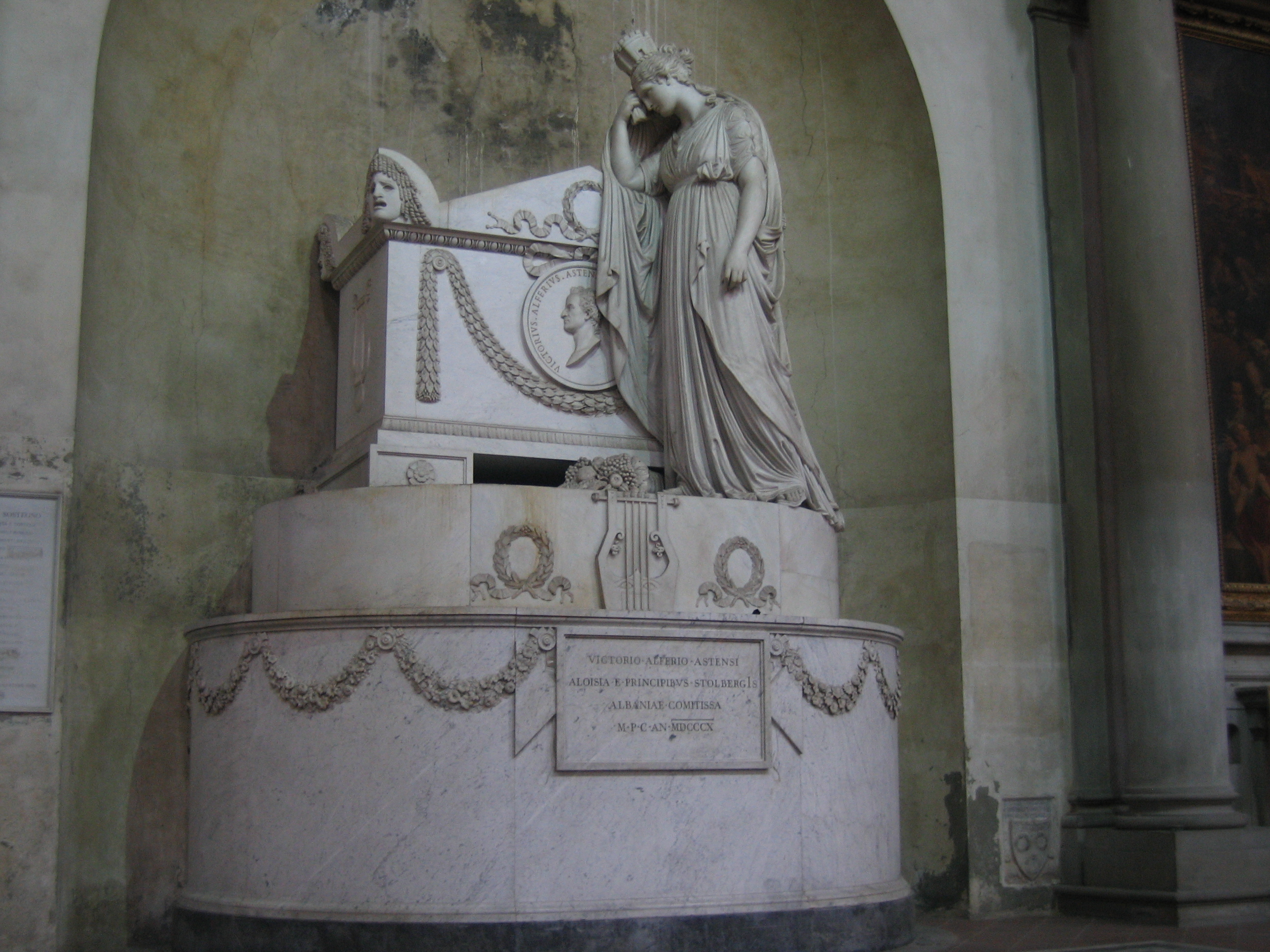
гробница Витторио Альфьери
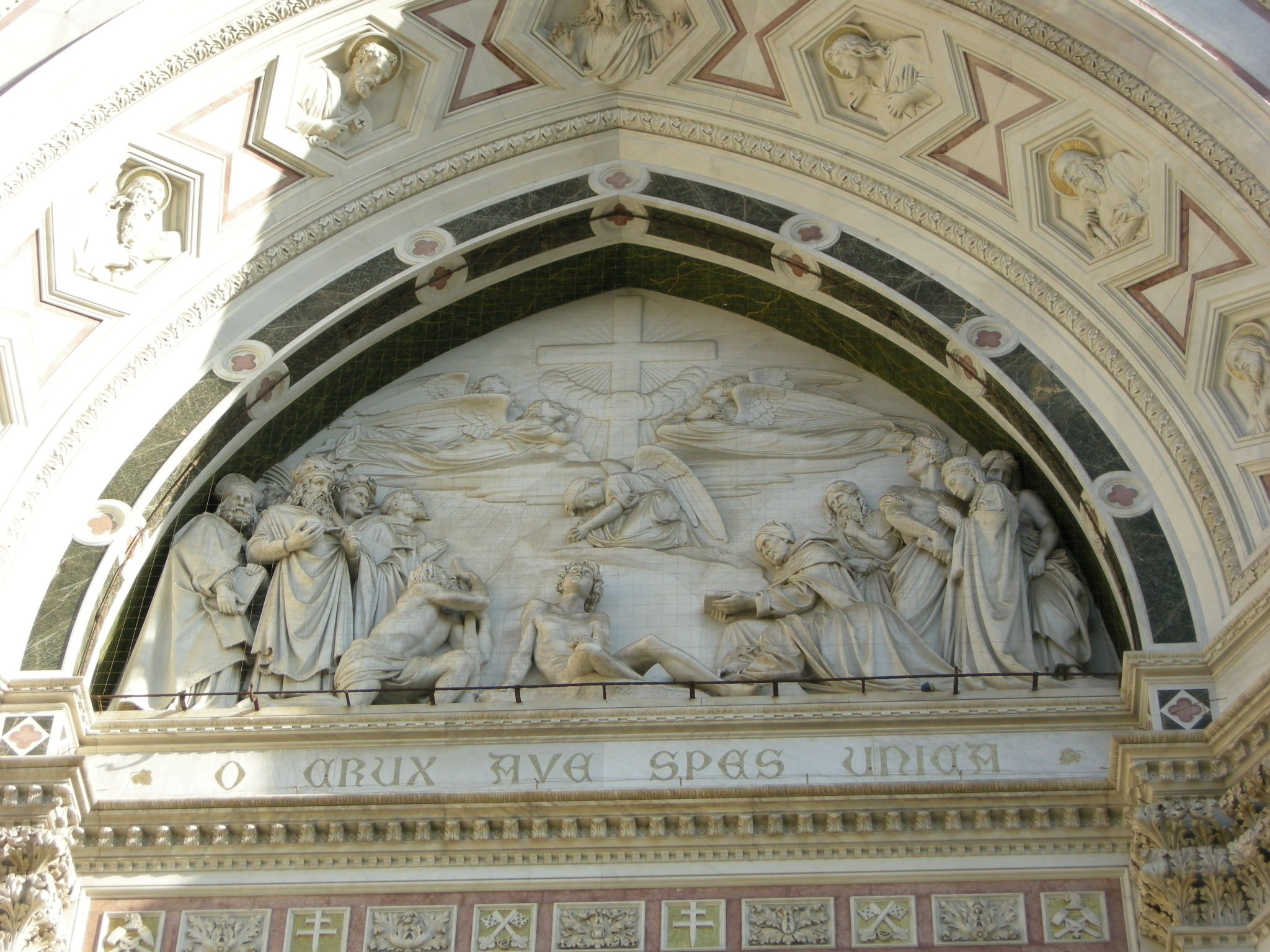
барельеф «Триумф креста»

- Антонио Канова (гробница Витторио Альфьери (1810))
- Джованни Дюпре (барельеф «Триумф креста» (1861) в люнете главного портала)

## Главный алтарь

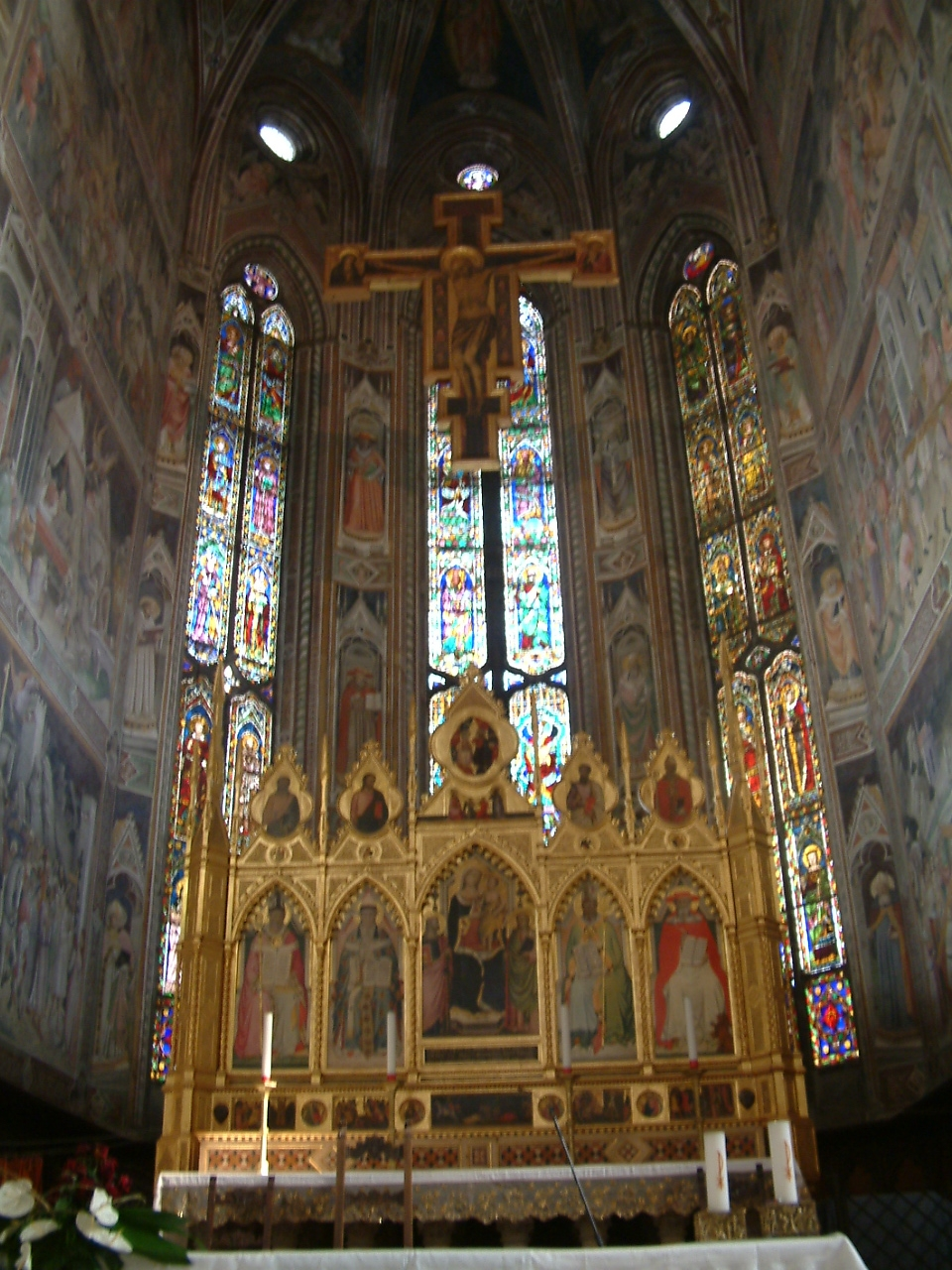
Апсида. Главный алтарь

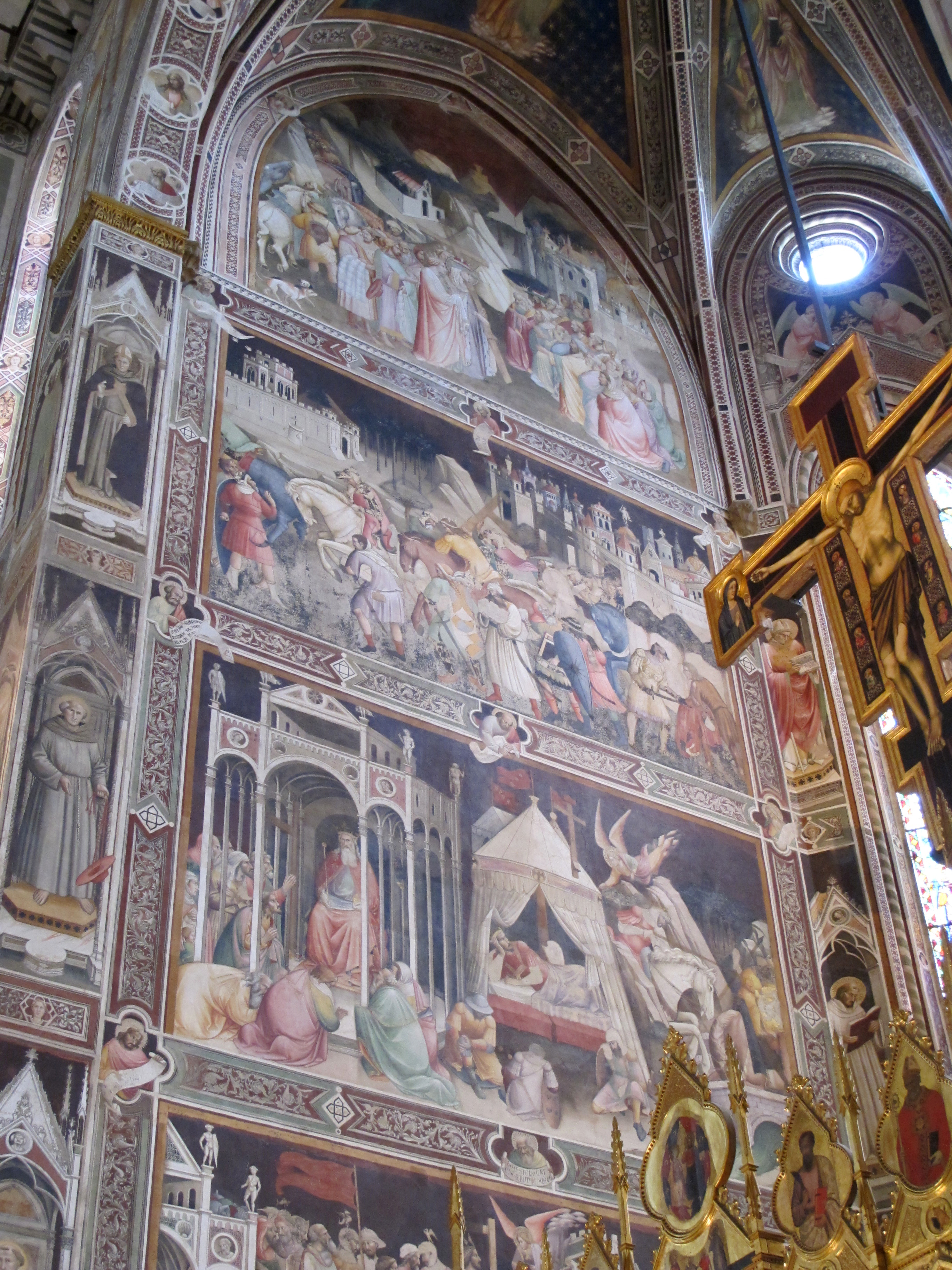
Апсида. Фрески Аньоло Гадди «Легенда об Истинном Кресте»

Стены главного алтаря расписаны фресками Аньоло Гадди (ок. 1380—1390) на тему обретения Истинного Креста. Сюжеты фресок в основном следуют «Золотой легенде» Иакова Ворагинского и послужили образцом для множества последующих живописных циклов на данную тему.
На правой стене (сверху вниз):
- Архангел Михаил дает Сифу ветвь от Древа познания; Сиф сажает ветвь на могиле Адама
- Царица Савская поклоняется Древу креста; Сокрытие Древа креста
- Израильтяне достают Древо из целебной купели и делают из него крест для распятия Христа
- Святая Елена находит три креста; Крест Господень исцеляет умирающую

На левой стене (сверху вниз):
- Святая Елена доставляет Святой крест в Иерусалим
- Персидский царь Хосров захватывает Иерусалим и увозит Святой крест
- Придворные поклоняются Хосрову; Сон Ираклия, византийского императора
- Ираклий обезглавливает Хосрова и возвращает Святой крест в Иерусалим

По словам Вазари, на последней фреске Аньоло Гадди изобразил самого себя, в образе мужчины с бородкой в красном плаще с капюшоном у правого края фрески.
На этой же фреске имеется и ряд других тщательно выписанных лиц с отчетливой индивидуальной характеристикой, которые предположительно трактуют как портреты отца Аньоло — Таддео Гадди и членов семейства Альберти, заказчиков росписи.
На других фресках особой тонкостью и красотой письма выделяются, в частности, лица главных женских персонажей — царицы Савской и святой Елены.
На фресках имеется множество занимательных второстепенных деталей, бытового или сказочного характера. Так на фреске «Святая Елена находит три креста; Крест Господень исцеляет умирающую» в левом верхнем углу можно видеть льва, сидящего в пещере на горе, перед ним заяц или кролик, на деревьях разнообразные птицы, в реке утки и цапля, далее монах, достающий воду из колодца, белка на дереве, другой монах, который ловит удочкой рыбу с моста, возвращающийся лесоруб с топором, на которого лает собака и гогочут гуси и т. д.
Также Аньоло Гадди является автором витражей окон главного алтаря.
В алтарном полиптихе на центральной панели изображена Мадонна с Младенцем работы Никколо ди Пьетро Джерини. На боковых панелях работы Джованни дель Бьондо, Нардо ди Чоне и неизвестных художников — великие учителя (отцы) латинской церкви (слева направо) — святые Амвросий, Григорий Великий, Августин и Иероним. Над ними — евангелисты (слева направо) Матфей, Марк, Иоанн и Лука и их символы — человек (ангел), лев, орел и бык.
Над полиптихом находится монументальное Распятие, автор которого, неизвестный по имени, условно определяется как Мастер Фильине.
В парусах свода — Христос, евангелисты и святой Франциск.
Реставрация фресок выполнялась в 1947 и 2005—2011. Информация, касающаяся последней реставрации (в частности, детальные фотографии всех основных фресок), доступна на сайте Opera di Santa Croce. Любопытно, что во время последней реставрации среди орнаментов были обнаружены два маленьких портрета реставраторов 1947 года.
Реставрация витражей производилась в 2008, распятия — 2012.

## Южный неф
В южном нефе находятся (в направлении от алтаря ко входу):
- гробница Уго Фосколо (Антонио Берти)
- картина «Вход в Иерусалим» (Лодовико Чиголи)
- гробница Джоаккино Россини (Джузеппе Кассиоли)
- гробница Леонардо Бруни[итал.][7] (Бернардо Росселлино)
- рельеф Благовещение Кавальканти[итал.](Донателло, 1435)
- картина «Христос в Гефсиманском саду» (Андреа дель Минга[англ.])
- гробница Никколо Маккиавелли (Инноченцо Спинацци)
- картина «Бичевание Христа» (Алессандро Феи, 1575)
- гробница Витторио Альфьери (Антонио Канова, 1810)
- кафедра с барельефами на тему жития Святого Франциска (Бенедетто да Майано, 1472)
- картина «Се Человек» (Якопо Коппи, 1576)
- гробница (кенотаф) Данте (Стефано Риччи, 1829)
- картина «Восхождение на Голгофу» (Джорджо Вазари, 1572)
- гробница Микеланджело (проект — Джорджо Вазари, бюст Микеланджело и статуя Живописи — Баттиста Лоренци, статуя Архитектуры — Джованни делла Опера, статуя Скульптуры — Валерио Чоли, фреска — Дж. Б. Нальдини)
- гробница Франческо Нори с рельефом кормящей Марии (Антонио Росселлино)
- картина «Распятие» (Санти ди Тито, 1588)

## Северный неф
В северном нефе находятся (в направлении от алтаря ко входу):
- картина «Сошествие Святого Духа» (Джорджо Вазари)
- гробница Карло Марсуппини[итал.] (Дезидерио да Сеттиньяно)
- фреска «Вознесение Марии» (Аньоло Гадди)
- картина «Оплакивание Христа»[5] (Аньоло Бронзино)
- картина «Вознесение Христа» (Ян ван дер Страт, 1569)
- гробница Витторио Фоссомброни[англ.] (Лоренцо Бартолини)
- картина «Христос и апостол Фома» (Джорджо Вазари, 1572)
- гробница Лоренцо и Витторио Гиберти
- картина «Ужин в Эммаусе» (Санти ди Тито, 1574)
- картина «Воскресение Христа» (Санти ди Тито, 1574)
- гробница Галилео Галилея (Джованни Баттиста Фоджини)
- картина «Снятие с креста» (Джованни Баттиста Нальдини)
- фрески с изображениями святых (1-я половина XIV века)

## Капелла Барончелли

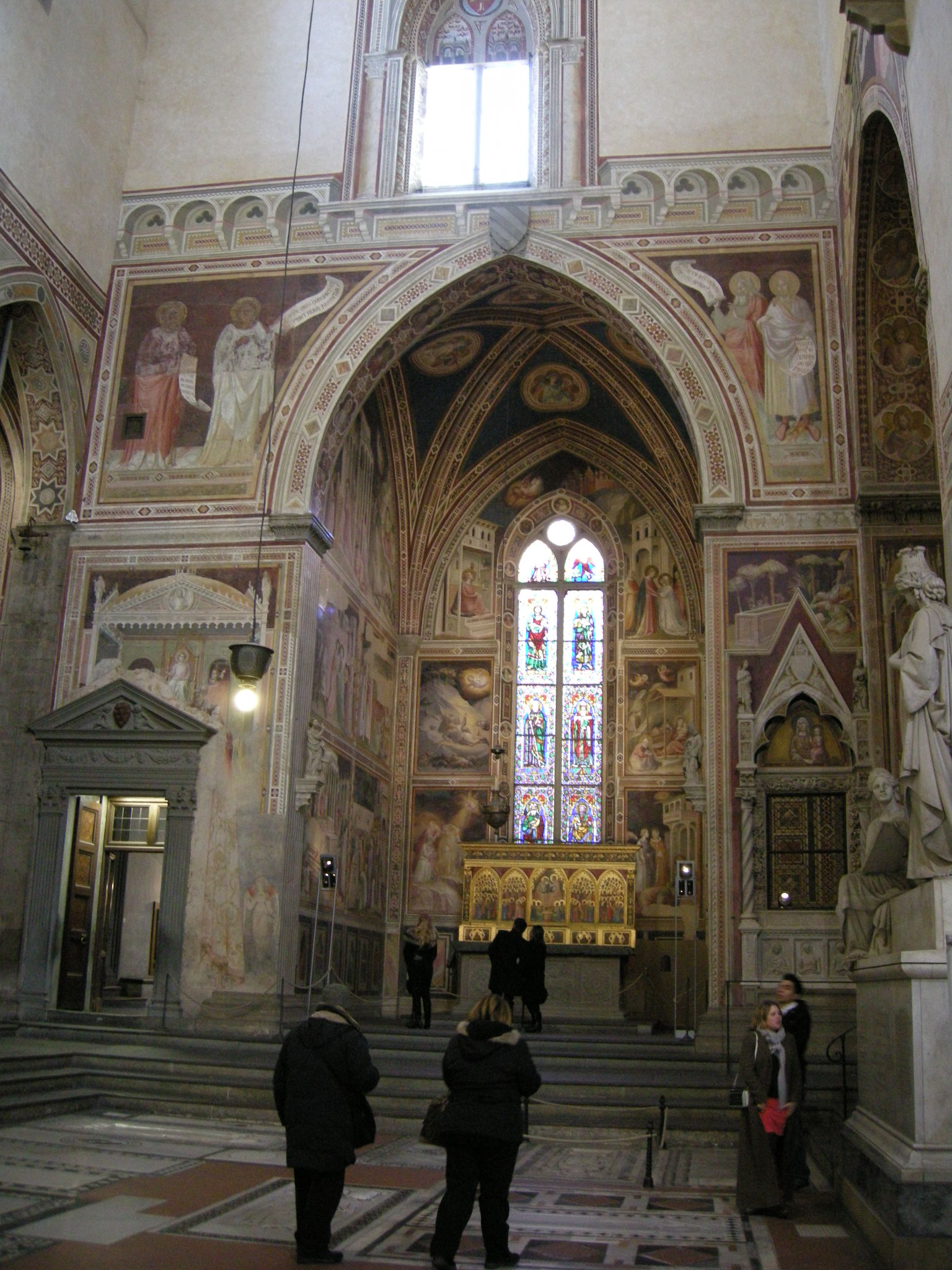
Капелла Барончелли

Относится к числу капелл, примыкающих к правому рукаву трансепта.
Левая стена — фрески Таддео Гадди (1328—1338) со сценами из жития Марии.
Правая стена — фреска Себастьяно Майнарди (1490) «Мадонна с поясом».
Алтарный полиптих, так называемый полиптих Барончелли (ок. 1328—1334), судя по надписи OPUS MAGISTRI JOCTI (над пределлой) и свидетельствам Гиберти и Вазари — работа Джотто. Однако, на основе стилистического анализа исследователи выявляют в некоторых частях полиптиха работу учеников Джотто, в том числе Таддео Гадди. Некоторыми исследователями непосредственное участие самого Джотто вообще подвергается сомнению и работа целиком приписывается Таддео Гадди. Стилистически относится к кругу поздних работ Джотто и его учеников, в которых наблюдается нарастание готических тенденций, проявляющееся в более утонченных очертаниях фигур, усилении общей декоративности. Тем не менее, коленопреклоненные ангелы в нижней части центральной панели стилистически близки подобным в Мадонне Оньисанти Джотто. В целом центральная панель представляет коронование Марии. Боковые панели представляют хоры ангелов и святых, славящих Марию. В руках ангелов можно видеть музыкальные инструменты — виелы, органы-портативы, гитерн, псалтерий, трубы. Над музицирующими ангелами располагаются святые. Среди них идентифицируются на первой панели (слева направо) — Святая Клара и Святой Франциск; на второй — апостол Петр (с ключом), Моисей (со скрижалями Завета), Адам и Ева; на четвёртой — апостол Павел, Авраам и Иоанн Креститель; на пятой — святые Стефан и Лаврентий. Внизу, в пределле — маленькие изображения (слева направо) неидентифицированного святого епископа, Иоанна Крестителя, Христа, Святого Франциска и Святого Онуфрия. Существующее резное обрамление полиптиха является более поздним.
Витражи с изображением четырёх пророков — Таддео Гадди.
В стене справа от входа в капеллу находится усыпальница семейства Барончелли работы Джованни ди Бальдуччо(ок. 1328—1330). Он же является автором статуй архангела Гавриила и Марии по сторонам входа в капеллу.
Статуя Мадонны с Младенцем в капелле — Винченцо Данти (1568).

## Санта-Кроче какпантеон
В церкви похоронено около 300 знаменитых флорентийцев — деятелей культуры, науки и политиков. Типичная конструкция гробниц в церкви — мраморное ложе с фигурой усопшего поверх саркофага. Сооружение увенчано аркой на двух колоннах.

### Гробницы великих людей Италии
В базилике находится множество захоронений и памятных досок известных людей Италии, среди них:
- Леон Баттиста Альберти (архитектор, XV век).
- Лоренцо Бартолини (скульптор, XVIII—XIX века).
- Данте Алигьери (поэт, XIII—XIV века) — похоронен в Равенне, в базилике находится его кенотаф, сооружённый в 1829 году (власти Равенны противодействуют переносу праха поэта во Флоренцию, одной из главных причин является надпись «туск» (то есть этруск) на кенотафе).
- Леонардо Бруни (гуманист, писатель и историк, XV век).
- Витторио Альфьери (поэт и драматург, XVIII век).
- Галилео Галилей (астроном, математик, XVI век) — уроженец Пизы, но прожил большую часть жизни во Флоренции; саркофаг увенчан фигурой учёного и аллегорическими фигурами Геометрии и Астрономии; надгробие работы Джулио Фоггини (1737 год).
- Никколо Макиавелли (мыслитель, XV—XVI века) — похоронен в 1527 году; надгробие выполнено Инноченцо Спинацци (1787 год); над саркофагом находится аллегорическая фигура Дипломатии.
- Микеланджело Буонарроти (скульптор, поэт, живописец, XV—XVI века) — гробница работы Джорджо Вазари (1570 год), над саркофагом установлен бюст Микеланджело, в нижней части расположены три аллегорические фигуры, которые символизируют Живопись, Архитектуру и Скульптуру.
- Джоаккино Россини (композитор, XIX век).
- Гульельмо Маркони (лауреат Нобелевской премии 1909 года за создание беспроводного телеграфа, XIX—XX века).
- Энрико Ферми (выдающийся физик, лауреат Нобелевской премии 1938 года) — в базилике находится мемориальная доска.
- Михаил Клеофас Огинский (белорусский и польский композитор, автор известного полонеза).

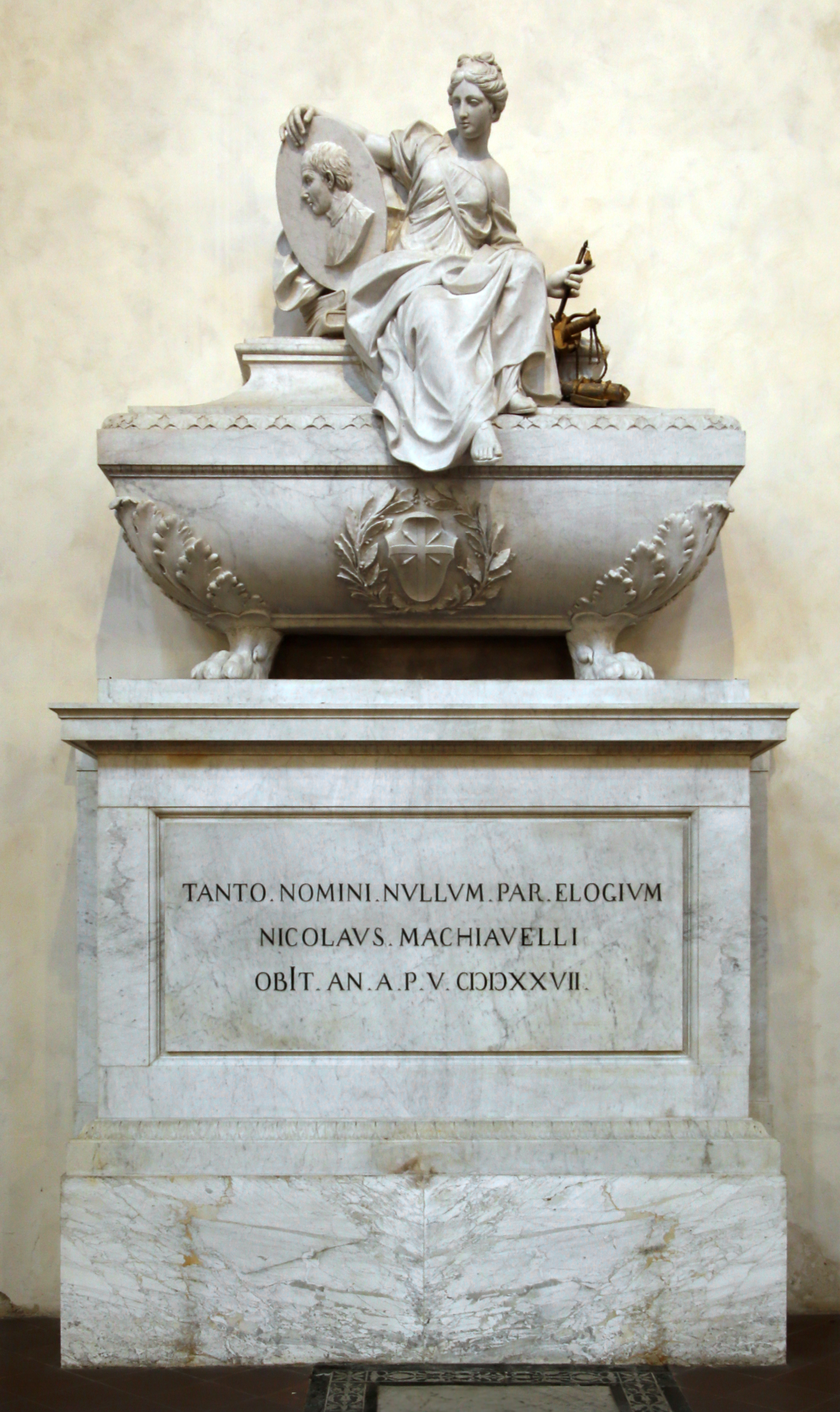
Гробница Никколо Макиавелли
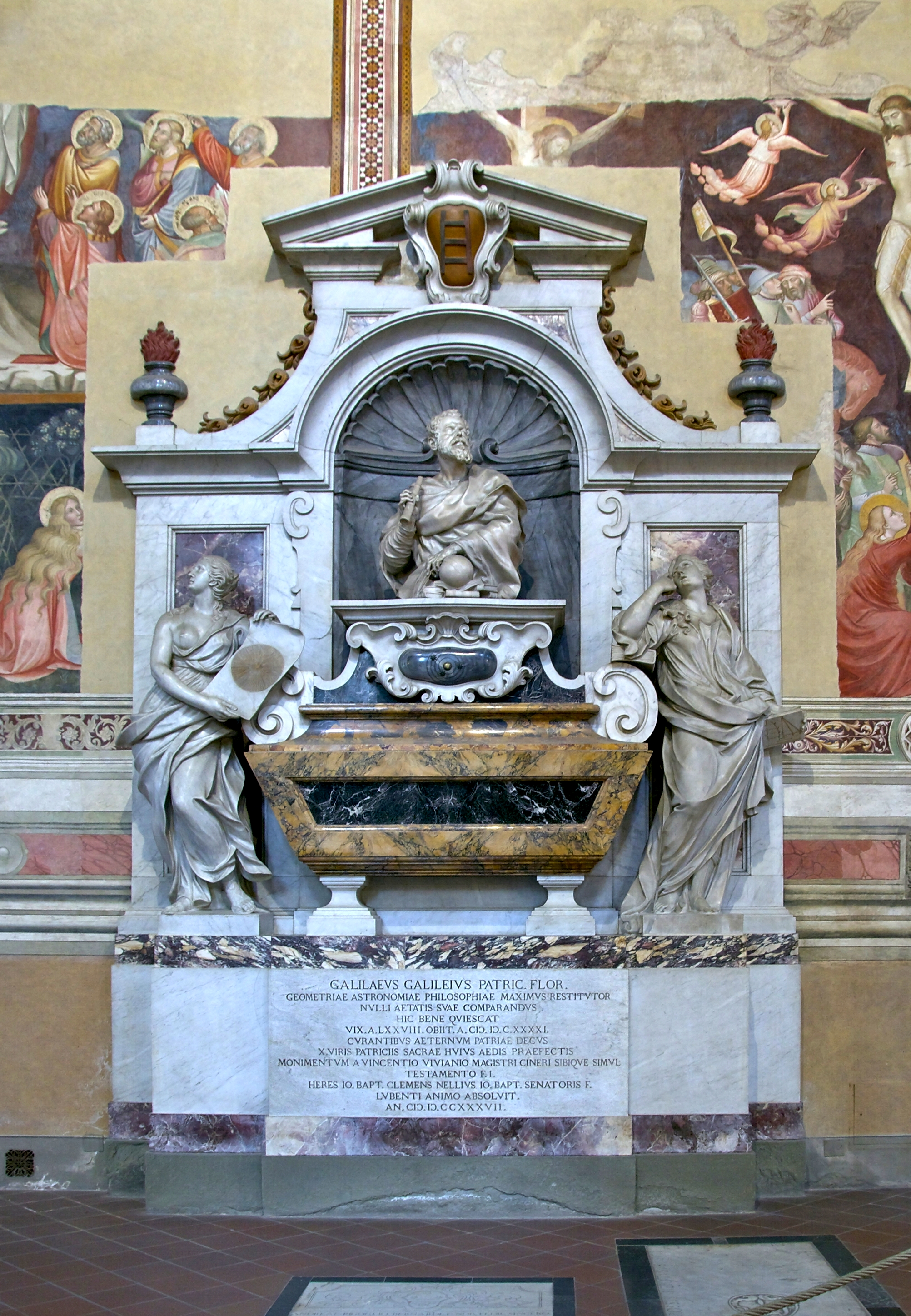
Гробница Галилео Галилея
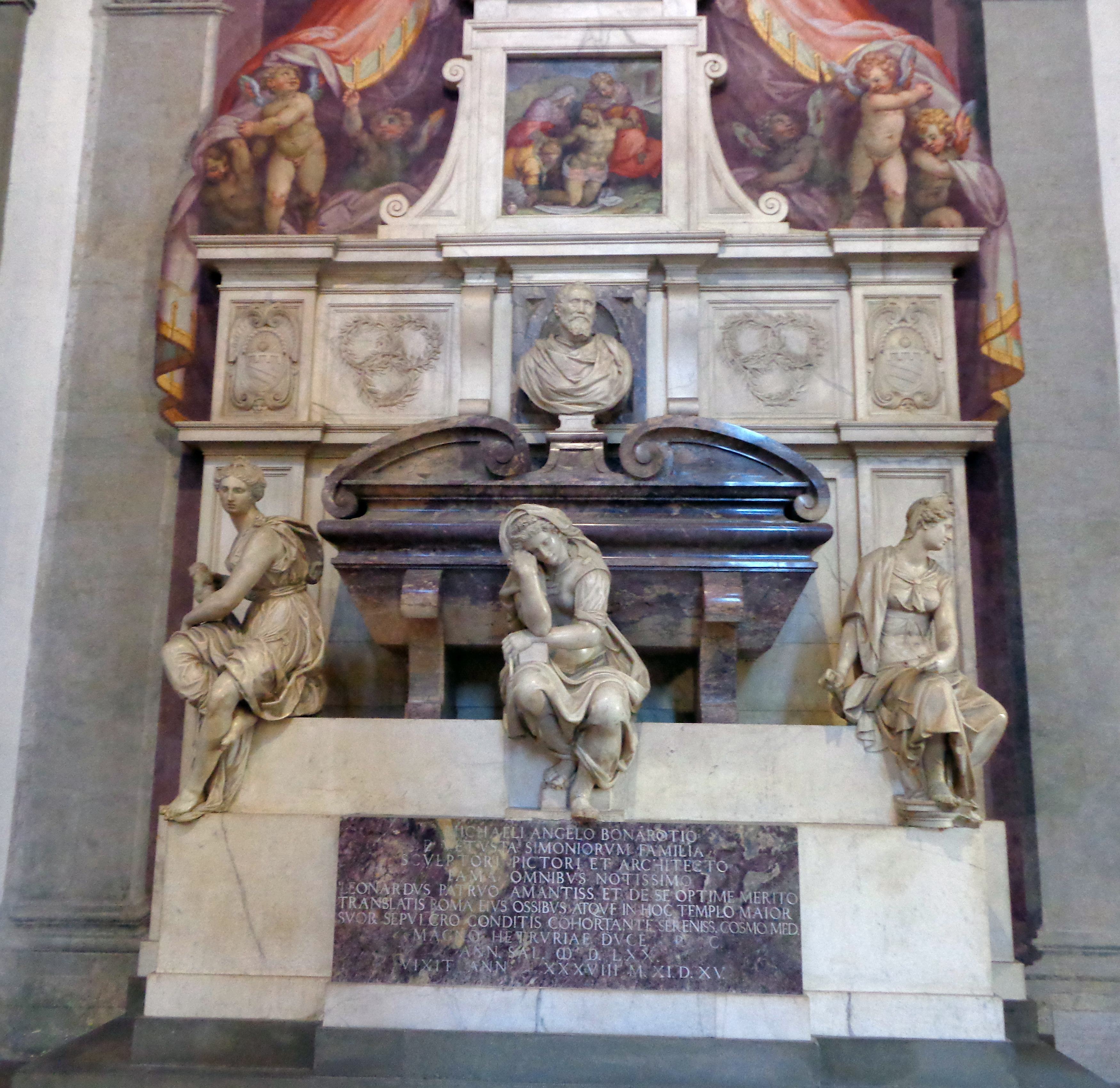
Гробница Микеланджело Буонарроти. Бюст работы Вазари
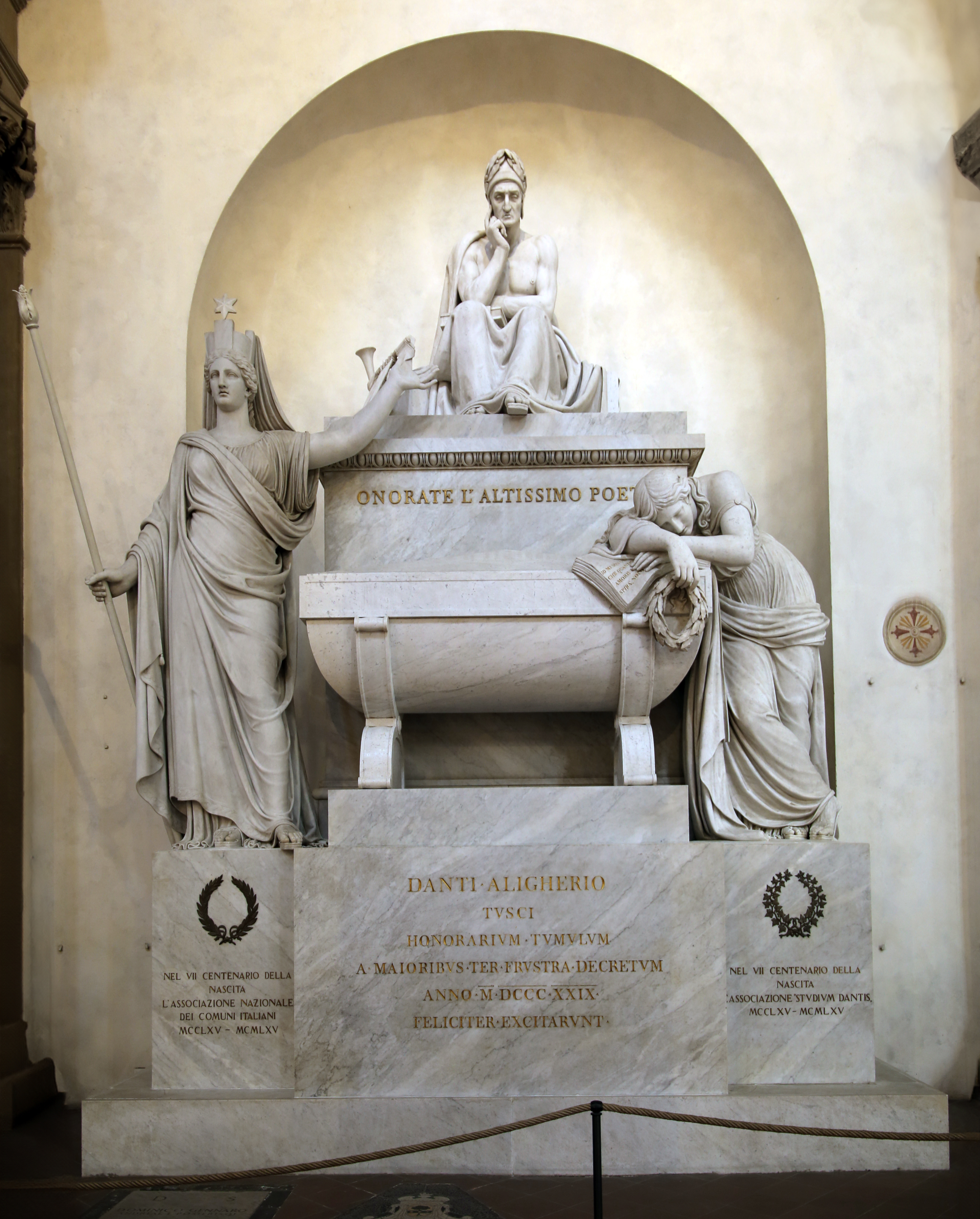
Кенотаф Данте Алигьери
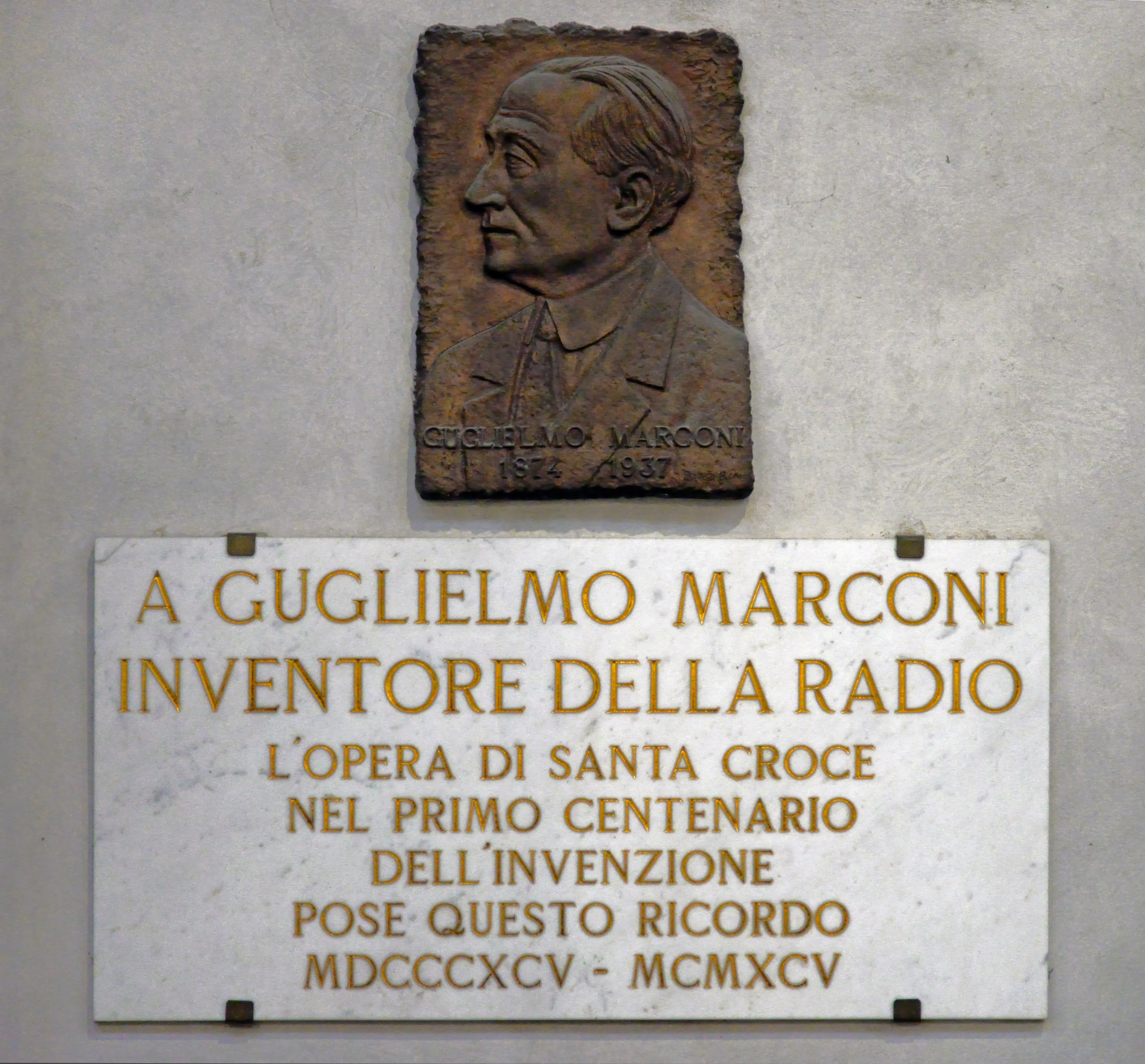
Гульельмо Маркони
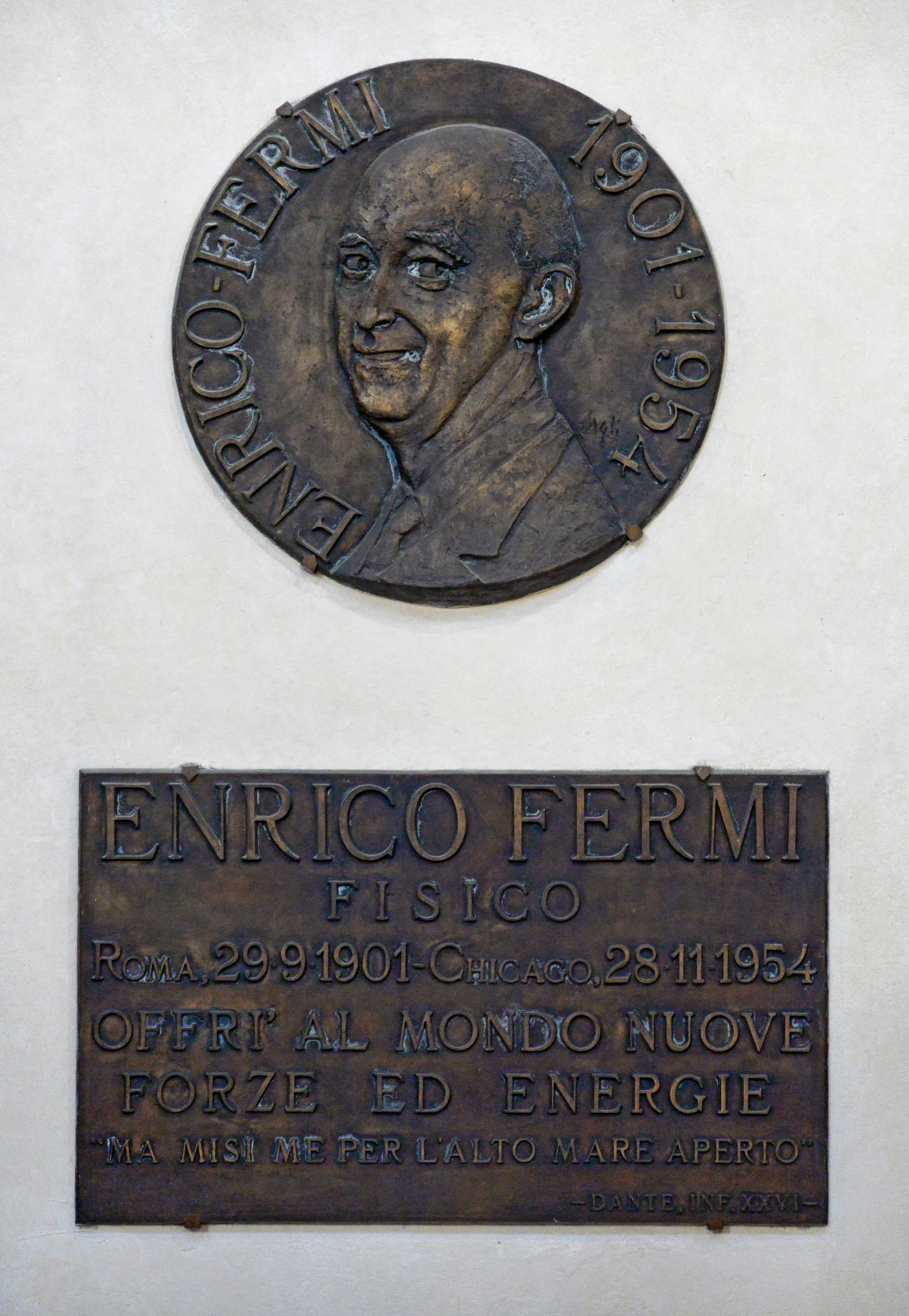
Энрико Ферми
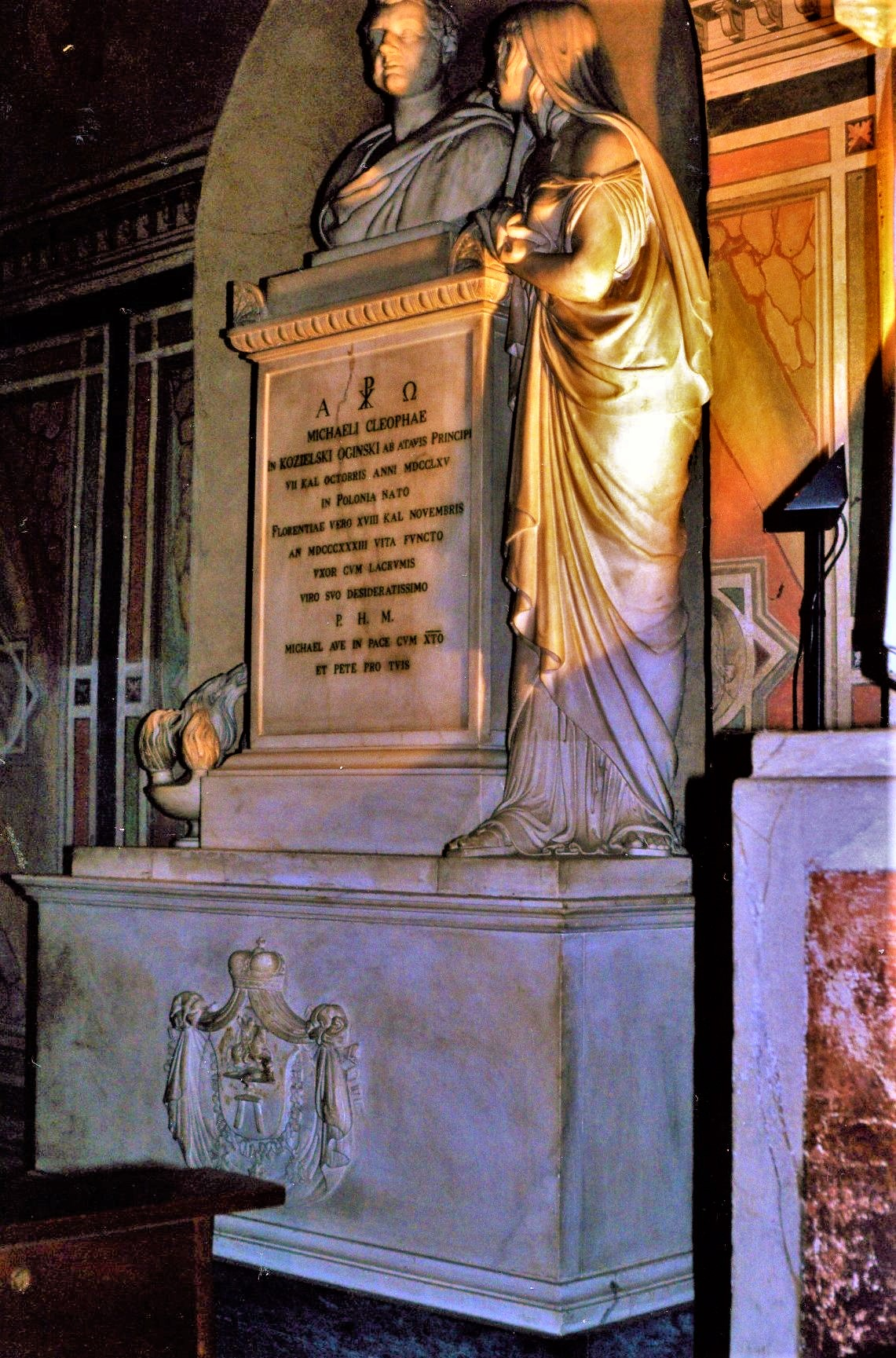
Гробница Михаила Клеофаса Огинского

## В культуре
Базилику Санта-Кроче можно увидеть в компьютерной игре Assassin's Creed II. По сюжету, в 1476 году главный герой проникает во двор церкви, чтобы убить гонфалоньера Уберто Альберти, пришедшего на выставку картин Андреа дель Верроккьо.

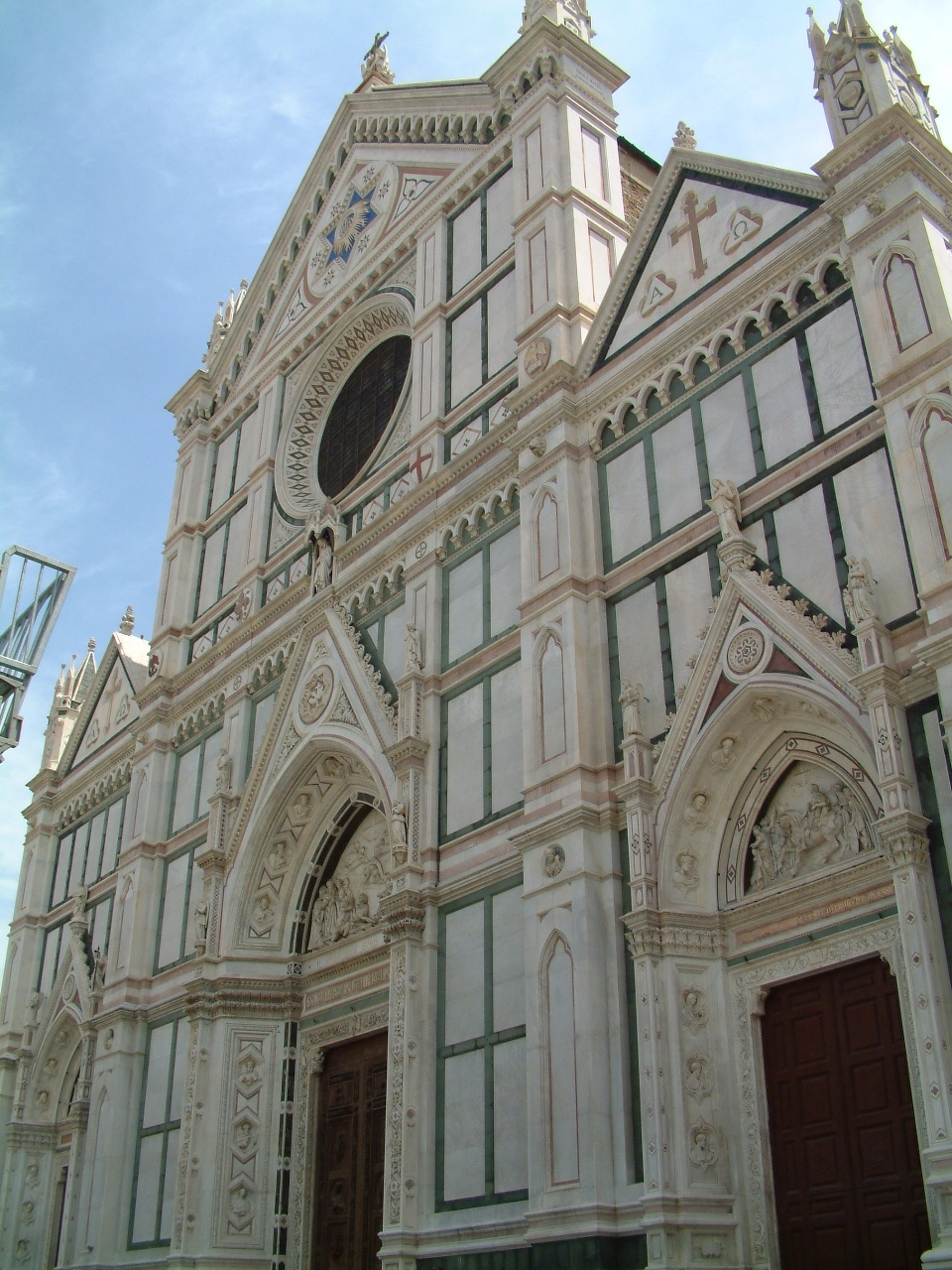
Санта-Кроче, фасад
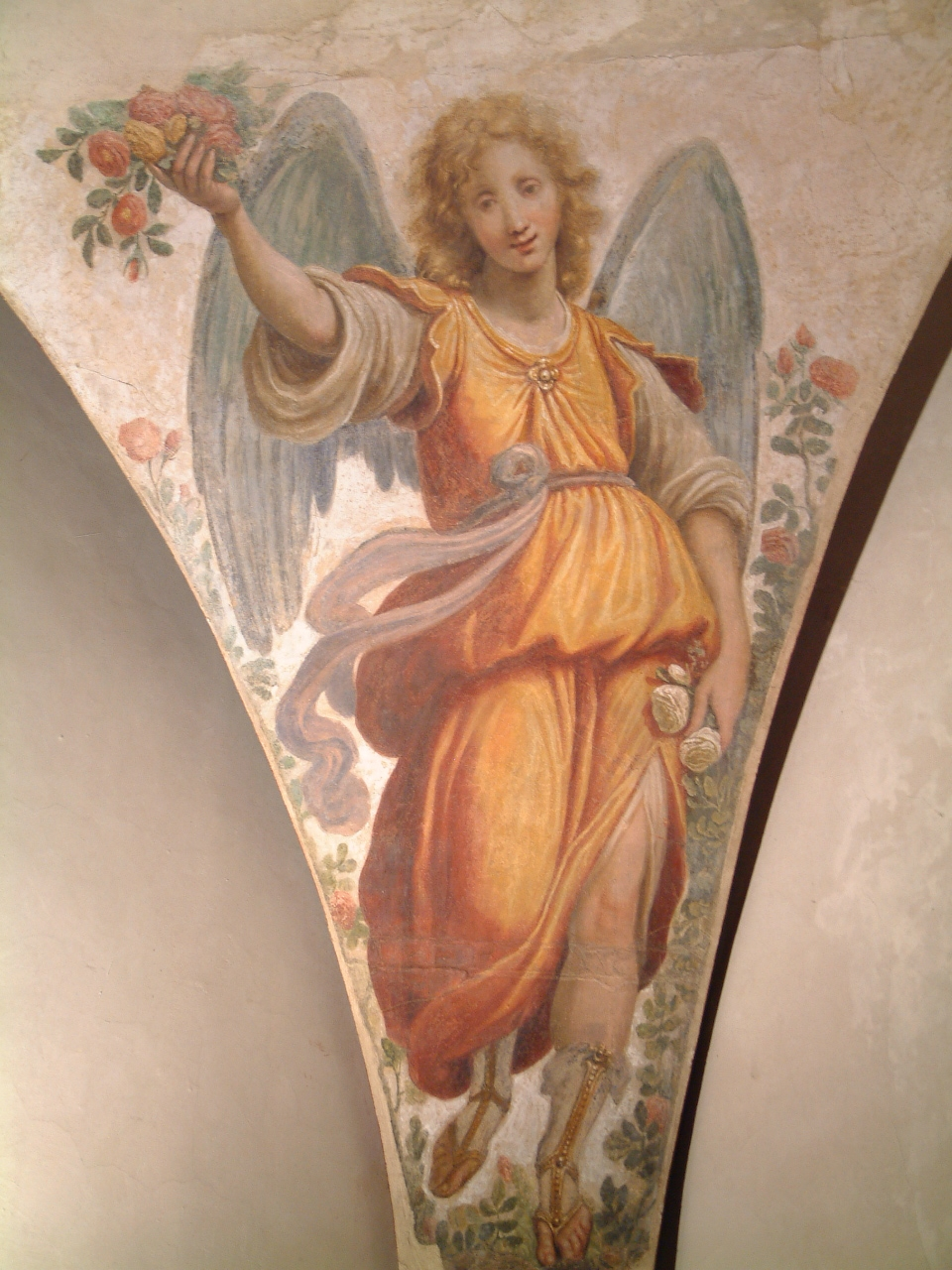
Ангел с цветком (галерея внутри Санта-Кроче)
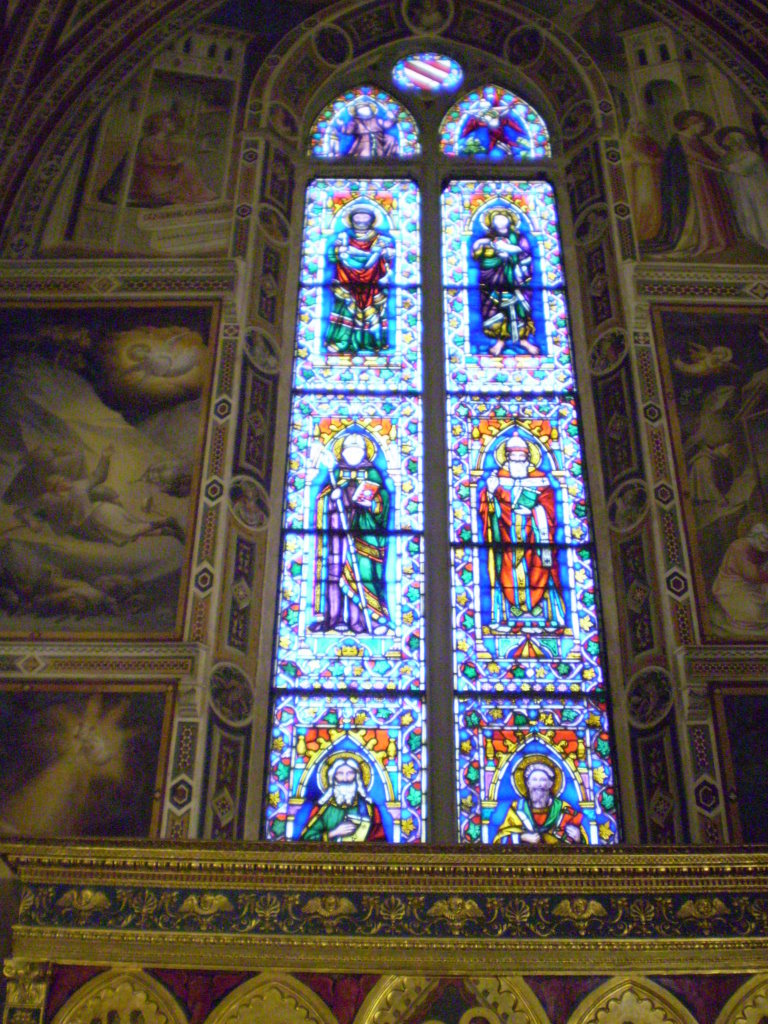
Витраж в капелле Барончелли
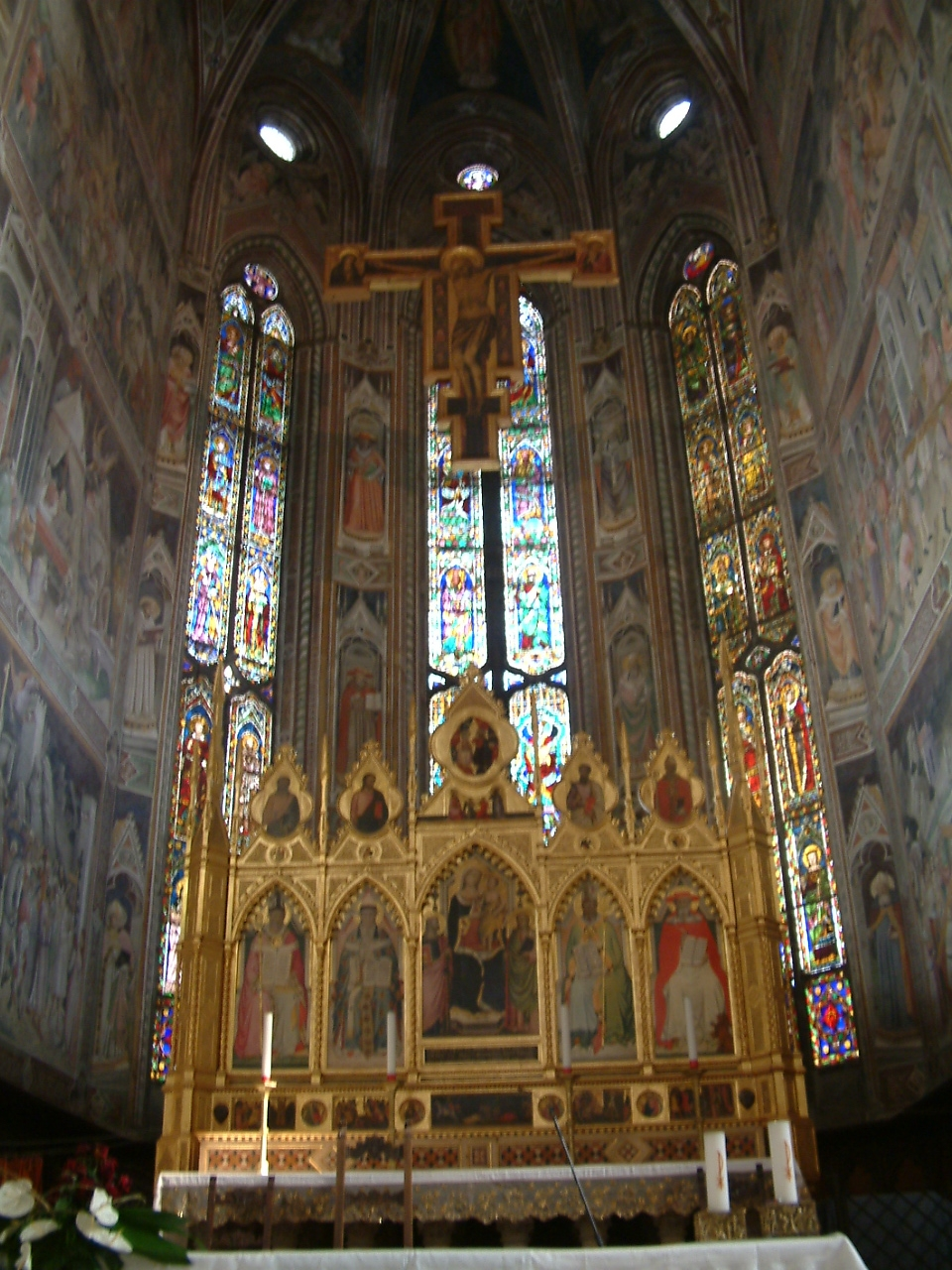
Санта-Кроче, алтарь
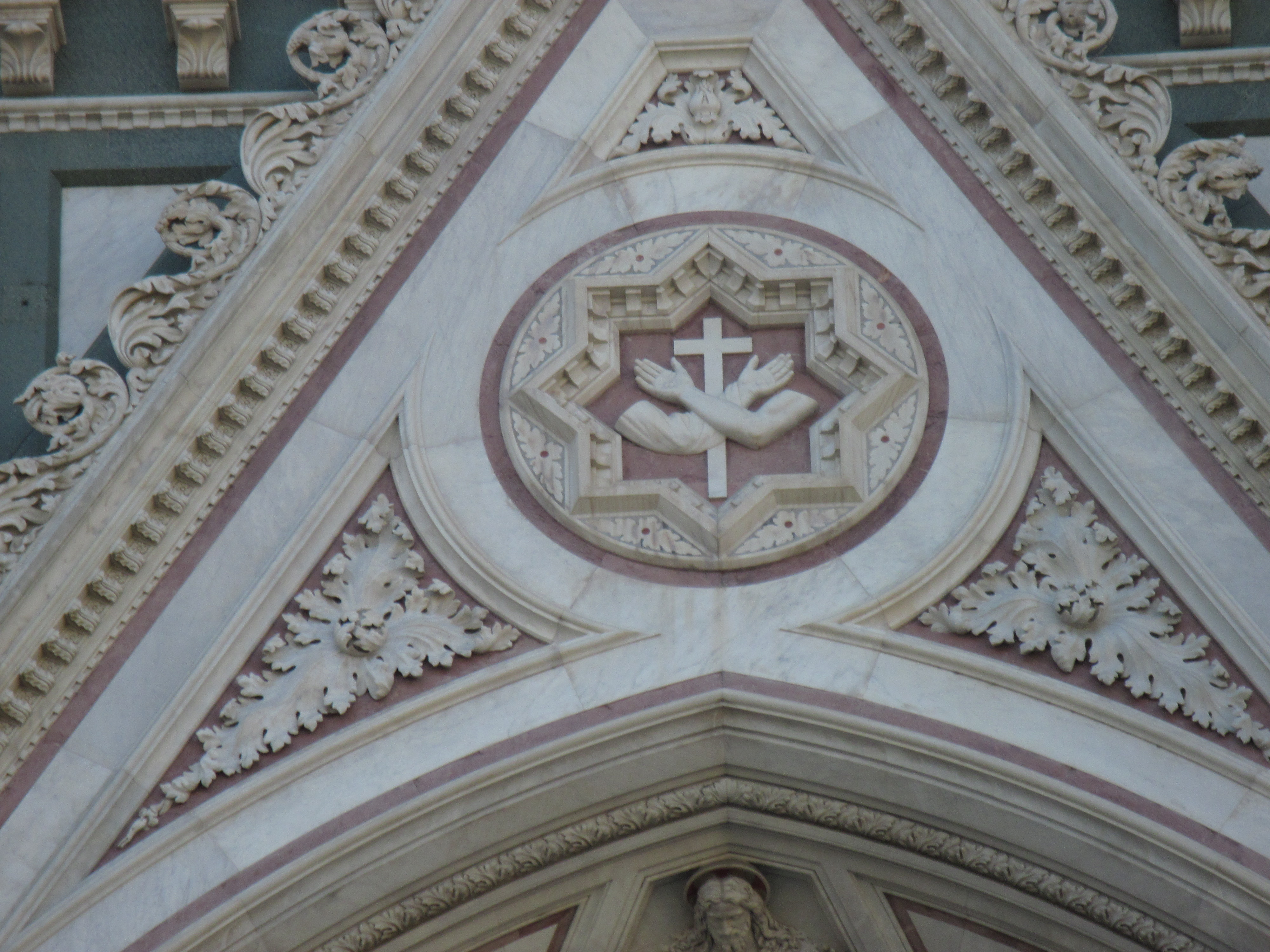
Францисканский символ на фасаде